# Trận Moskva (1941)
Trận Moskva là một trong những trận đánh lớn nhất trong Chiến tranh Xô-Đức và Thế chiến thứ hai vào cuối năm 1941 và đầu năm 1942. Với quân số và vũ khí tham chiến hết sức đông đảo, trận quyết chiến này kéo dài tới 7 tháng. Đây là trận đánh giữa quân đội Xô Viết và quân đội Đức Quốc xã vì mục tiêu chiếm thành phố Moskva, thủ đô của Liên bang Xô Viết. Trận này có tầm quan trọng bậc nhất cả về quân sự, chính trị cũng như tâm lý trong Thế chiến thứ hai. Vốn quân Đức đã gần chiếm được thủ đô Moskva, nhưng họ đã vấp phải sự kháng cự hết sức mãnh liệt của quân Liên Xô, và chịu nhiều mất mát. Để rồi, một cuộc phản công mang tính chiến lược của quân Liên Xô đã dập tắt hoàn toàn kế hoạch của Đức Quốc xã nhằm nhanh chóng đánh thắng Liên Xô. Đầu năm 1942, quân Đức đã bị đẩy lui hẳn khỏi Moskva.
Sau trận đánh này, cho dù Liên Xô chỉ tạm thời giành thế thượng phong, với sự thất bại hoàn toàn của chiến tranh đánh nhanh thắng nhanh (hay còn gọi là chiến tranh chớp nhoáng) của Đức, nước Đức Quốc xã buộc phải chấp nhận tiến hành chiến tranh tiêu hao kéo dài với đối thủ là cường quốc rộng lớn nhất thế giới, đông dân với tiềm lực chiến tranh ngày càng được huy động mạnh hơn. Như một chiến thắng bước ngoặt của quân đội Liên Xô trong suốt cuộc chiến, thất bại lớn đầu tiên của quân đội Đức Quốc xã ngay trước cửa ngõ Moskva đã báo trước thất bại của nước Đức Quốc xã trong toàn bộ cuộc chiến tranh. Lần đầu tiên, các "chiến binh vô địch" của Hitler đã phải tháo chạy trước một đối thủ hùng mạnh ngang ngửa mình. Hồng quân Liên Xô đã chiến đấu với tất cả sự kiên trì, nỗ lực và quả cảm. Cùng với thất bại trong trận không chiến tại Anh Quốc, thảm họa Moskva - một thất bại mà người Đức không thể tưởng đến - cho thấy nền Đệ Tam Đế chế Đức đã bắt đầu xuống dốc ngay khi đã đạt tới đỉnh cao của mình. Sau thất bại này, nước Đức bước vào năm 1942 với cơn đại chiến chưa xong trên cả hai mặt trận. Cũng sau thắng lợi của quân Liên Xô ở trận Moskva, đời sống của thị dân thành phố này trở lại yên bình như xưa, dù đại thắng này vẫn chưa đem lại thất bại hoàn toàn cho phát xít Đức trong cuộc chiến. Trong chiến thắng quan trọng ấy, thị dân (trong đó có cả phụ nữ) và các đội du kích Moskva đã đóng góp rất đáng kể và gây khó khăn to lớn cho quân Đức.
Sau thất bại này, người Đức bắt đầu liên tưởng đến chiến bại của Napoleon trong cuộc xâm lược nước Nga hồi năm 1812. Hitler tức giận, đã cách chức nhiều bại tướng và đích thân nắm quyền chỉ huy quân đội. Thảm họa Moskva, cùng với các chiến bại ở trận Leningrad và trận Stalingrad, đánh dấu sự thất bại của Hitler trong việc xâm chiếm Liên bang Xô viết, khắc hẳn với cuộc chinh phạt nhiều nước châu Âu của ông.

## Tình thế chiến trường Xô – Đức tại mặt trận Moskva
Moskva là mục tiêu cuối cùng của Chiến dịch Barbarossa. Các nhà chiến lược của nước Đức Quốc xã cho rằng: Chừng nào Moskva còn tồn tại với tư cách là một trung tâm chỉ huy chiến lược của Quân đội Xô Viết, chừng nào nó còn là nguồn động viên cổ vũ cho quân đội và người dân Xô Viết thì chừng đó, "Đế chế thứ ba" chưa thể có một chiến thắng quyết định trước Liên Xô.
Do kết quả của Chiến dịch Smolensk, đến cuối tháng 9 năm 1941, các đơn vị chủ yếu của Cụm tập đoàn quân Trung tâm chỉ còn cách Moskva hơn 300 km. Tuyến mặt trận trải dài hơn 300 km từ Ostashkov qua phía Đông Smolensk - Tây Bryansk đến Shostka. Ngoài các tập đoàn quân xe tăng 2, 3, các tập đoàn quân dã chiến 2, 4, 9; Thống chế Fedor von Bock còn được tăng cường thêm tập đoàn quân xe tăng 4 rút từ Cụm tập đoàn quân Bắc và hai quân đoàn bộ binh cơ giới lấy từ lực lượng dự bị của Lục quân Đức. Tổng số binh lực của Cụm tập đoàn quân Trung tâm lên đến 77 sư đoàn, trong đó có 13 sư đoàn xe tăng, 8 sư đoàn cơ giới với 1,1 triệu sĩ quan và binh sĩ, khoảng 1.700 xe tăng, hơn 14.000 pháo và súng cối, 950 máy bay chiến đấu.
Mặc dù các chiến dịch phản công của quân đội Xô Viết tại Smolensk và Yelnya đã chặn đứng ý đồ chiếm Moskva trong hành tiến trong tháng 8, tháng 9 của Bộ chỉ huy tối cao quân đội Đức nhưng tình thế của Quân đội Liên Xô trên hướng Tây Moskva vẫn chứa đựng những nguy cơ hết sức nghiêm trọng. Tại mặt trận phía Tây, Quân đội Liên Xô có ba phương diện quân tham gia phòng thủ Moskva: Phương diện quân Tây, giữ tuyến mặt trận từ Ostashkov đến Yelnya; Phương diện quân Dự bị giữ tuyến mặt trận từ Yelnya đến Roslavl, một phần của Phương diện quân này bố trí ngay ở phía sau lưng phương diện quân Tây từ Rzhev đến khu Vyazma - Yukhnov; Phương diện quân Bryansk phòng thủ từ Lyudinovo, qua phía Tây Bryansk đến Shostka. Tổng số binh lực của ba phương diện quân này về hình thức thì có đến 14 tập đoàn quân nhưng do đã bị thiệt hại nặng sau trận Smolensk nên khi quân đội Đức Quốc xã bắt đầu tấn công, quân số của các đơn vị này chỉ còn hơn 800.000 sĩ quan và binh sĩ, 782 xe tăng, 6.808 pháo và súng cối, 545 máy bay chiến đấu.
Với ưu thế về binh lực gấp 1,25 lần về bộ binh, 2,2 lần về xe tăng, 2,1 lần về pháo và súng cối, 1,7 lần về máy bay, các chiến lược gia của Đế chế thứ ba cho rằng việc tiêu diệt chế độ Xô Viết có thể được tính bằng ngày. Trong nhật lệnh ngày 30 tháng 9, Hitler tuyên bố: "Hôm nay, bắt đầu cuộc chiến đấu cuối cùng có tính chất quyết định. Nơi Moskva đang tồn tại hiện nay sẽ trở thành một vùng biển rộng lớn vĩnh viễn chôn vùi thủ đô của người Nga mãi mãi khỏi thế giới văn minh này".
Joseph Goebbels, bộ trưởng tuyên truyền Đức còn lệnh cho báo chí Đức giành chỗ để đăng "những thông tin giờ chót về sự thất thủ của Moskva" trong số sẽ ra ngày 12 tháng 10. Với một loạt thắng lợi của quân đội Đức Quốc xã trong suốt Chiến dịch Barbarossa, thực chất thái độ lạc quan của người Đức không hề vô căn cứ.

## Binh lực hai bên tham chiến

### Quân đội Đức Quốc xã
- Tập đoàn quân 9 của tướng Adolf Strauß gồm có:

- Quân đoàn bộ binh 23 của tướng Alfred Shubert
- Quân đoàn xe tăng 3 (tướng Adolf Strauß trực tiếp chỉ huy quân đoàn này)
- Các sư đoàn bộ binh độc lập 102, 206, 251, 256

- Tập đoàn quân xe tăng 3 của tướng Hermann Hoth gồm có:

- Quân đoàn xe tăng 5 của tướng Richard Ruoff có các sư đoàn 5, 35 và 106
- Quân đoàn xe tăng 6 của tướng Otto von Forster có các sư đoàn 26 và 110
- Quân đoàn cơ giới 41 của tướng Georg Hans Reinhardt có các sư đoàn xe tăng 1, sư đoàn bộ binh 6 và sư đoàn mô tô cơ giới 36.
- Quân đoàn cơ giới 56 của tướng Fridric Shols có các sư đoàn xe tăng 6, 7 và sư đoàn bộ binh 129.

- Tập đoàn quân 4 của tướng Günther von Kluge gồm có:

- Quân đoàn bộ binh 9 của tướng German Geyer có các sư đoàn 137, 183, 263 và 292.
- Quân đoàn bộ binh 7 của tướng Veber Farmbarkh có các sư đoàn 7, 23, 169 và 197.
- Quân đoàn bộ binh 20 của tướng Frish Matern có các sư đoàn 15, 78 và 268.

- Tập đoàn quân xe tăng 4 của tướng Erich Hopner được điều từ Cụm tập đoàn quân Bắc đến, gồm có:

- Quân đoàn cơ giới 40 của tướng Georg Stumme gồm các sư đoàn xe tăng 2, 10 và sư đoàn bộ binh 258
- Quân đoàn cơ giới 46 của tướng Gherder von Vittinhoff-Shiler có các sư đoàn xe tăng 5, 11 và sư đoàn bộ binh 252
- Quân đoàn cơ giới 57 của tướng Alfred Kunser có sư đoàn xe tăng 20, sư đoàn cơ giới 3 và sư đoàn cơ giới SS "Đế chế".
- Quân đoàn bộ binh 12 của tướng Verner Shrot có các sư đoàn bộ binh 34 và 98.

- Tập đoàn quân 2 của tướng Maximilian von Weichs gồm có:

- Quân đoàn bộ binh 13 của tướng Hans Felber có các sư đoàn 17 và 260.
- Quân đoàn bộ binh 43 của tướng Gotthard Heinrici có các sư đoàn 52 và 131.
- Quân đoàn bộ binh 53 của tướng Karl Vaizenberger có các sư đoàn 56 và 167.
- Các sư đoàn dự bị 2 và 112.

- Tập đoàn quân xe tăng 2 của tướng Heinz Guderian gồm có:

- Quân đoàn xe tăng 47 của tướng Julian Lemenzen có các sư đoàn xe tăng 17, 18 và sư đoàn mô tô cơ giới 29.
- Quân đoàn xe tăng 24 của tướng Gheire von Shverpenburg có các sư đoàn xe tăng 3, 4 và sư đoàn mô tô cơ giới 10.
- Quân đoàn xe tăng 48 của tướng Werner Kempf có các sư đoàn xe tăng 9, sư đoàn 16 và sư đoàn mô tô cơ giới 25.
- Quân đoàn biệt kích 35 của tướng Robert Kempf có các sư đoàn cơ giới 95, 195, 262, 293 và sư đoàn kỵ binh 1.
- Quân đoàn biệt kích 38 của tướng Hans Mess có các sư đoàn cơ giới 45 và 134.

- Cụm dự bị chiến dịch gồm Sư đoàn xe tăng 19, Sư đoàn Cơ giới 900 và Sư đoàn Cơ giới SS "Đại Đức".
- Bảo vệ hậu tuyến mặt trận có các sư đoàn bộ binh 339 và 707, các sư đoàn cảnh vệ 221, 286, 403 và 454 và một lữ đoàn kỵ binh SS.
- Tập đoàn quân không quân 2 của tướng Albert Kesselring có 1320 máy bay yểm hộ các cuộc tấn công từ trên không.

### Quân đội Liên Xô
- Phương diện quân Tây:

- Tư lệnh: Thượng tướng I. S. Koniev, Đại tướng G. K. Zhukov (từ ngày 6 tháng 10 năm 1941)
- Tham mưu trưởng: Trung tướng V. D. Sokolovsky

- Tập đoàn quân 22 do Thiếu tướng V. A. Yushkevic chỉ huy
- Tập đoàn quân 29 do Trung tướng I. I. Maslennikov chỉ huy
- Tập đoàn quân 30 do Thiếu tướng B. A. Khomenko chỉ huy
- Tập đoàn quân 16 do Trung tướng M. F. Lukin chỉ huy
- Tập đoàn quân 19 do Trung tướng K. K. Rokossovsky chỉ huy
- Tập đoàn quân 20 do Trung tướng F. A. Ershakov chỉ huy

- Phương diện quân Dự bị:

- Tư lệnh: Nguyên soái S. M. Budyonny
- Các đơn vị bố trí phía sau Phương diện quân Tây:

- Tập đoàn quân 31 do Thiếu tướng V. N. Dalmatov chỉ huy
- Tập đoàn quân 49 do Trung tướng I. G. Zakharkin chỉ huy
- Tập đoàn quân 32 do Thiếu tướng S. V. Vishnevsky chỉ huy
- Tập đoàn quân 33 do Đại tá D. N. Onuprienko chỉ huy

- Các đơn vị bố trí trên tuyến đầu:

- Tập đoàn quân 24 do Thiếu tướng K. I. Rakutin chỉ huy
- Tập đoàn quân 43 do Thiếu tướng P. P. Sobenikov chỉ huy

- Phương diện quân Briansk:

- Tư lệnh: Trung tướng A. I. Yeryomenko

- Tập đoàn quân 50 do Thiếu tướng M. P. Petrov chỉ huy
- Tập đoàn quân 3 do Thiếu tướng Ya. K. Kreizer chỉ huy
- Tập đoàn quân 13 do Thiếu tướng A. M. Gorodniansky chỉ huy
- Cụm chiến dịch do Thiếu tướng A. N. Ermakov chỉ huy.

Không quân của ba phương diện quân của Liên Xô có tổng cộng 568 máy bay gồm 210 máy bay ném bom, 265 máy bay tiêm kích, 36 máy bay cường kích, 37 máy bay trinh sát. Ngoài ra, trong quá trình phản công, quân đội Liên Xô đã huy động thêm 368 máy bay ném bom tầm xa và 9 máy bay trinh sát.

## Kế hoạch "Typhoon" của Đức và ý đồ phòng thủ của Liên Xô

### Kế hoạch "Typhoon"

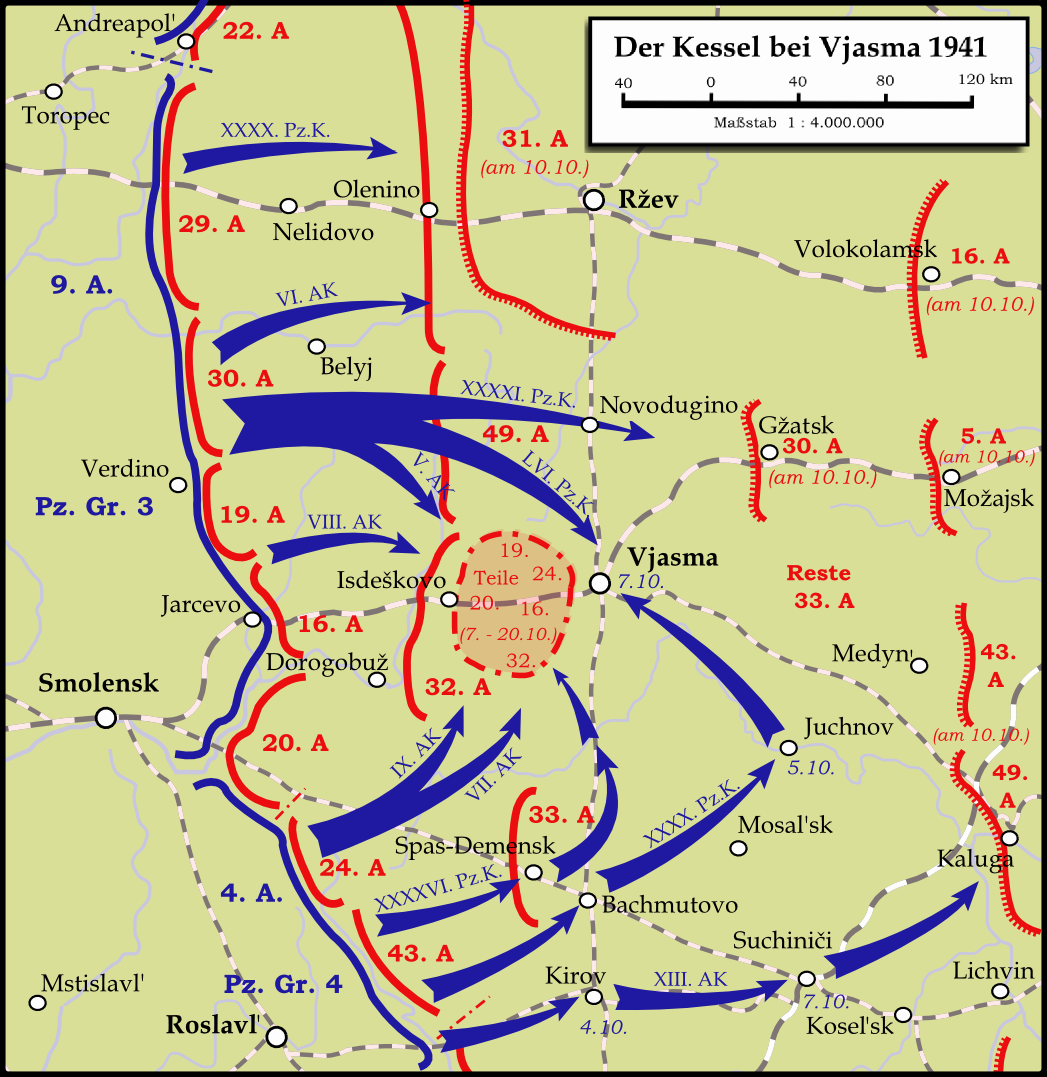
Ý đồ của Cụm tập đoàn quân Trung tâm (Đức) định hợp vây hai Phương diện quân Tây và Dự bị của Liên Xô, tháng 9 năm 1941

Đến trước trận Moskva, Cụm tập đoàn quân Trung tâm vẫn là lực lượng mạnh nhất của Quân đội Đức Quốc xã trên chiến trường Xô-Đức. Nó chiếm 68% tổng số xe tăng Đức với tập đoàn quân xe tăng 2 của tướng Guderian, tập đoàn quân xe tăng 3 của tướng Hoth và tập đoàn quân xe tăng 4 của tướng Hopner. Đạo quân này cũng có trong tay 38% bộ binh Đức trên chiến trường với các ba tập đoàn quân dã chiến, hai quân đoàn bộ binh cơ giới. Khi vạch kế hoạch này, Bộ chỉ huy Cụm tập đoàn quân Trung tâm của Đức do Thống chế Fedor von Bock chỉ huy vẫn áp dụng chiến thuật quen thuộc của quân đội Đức đã đem lại nhiều thành công trên chiến trường Tây Âu và mấy tháng chiến tranh đầu tiên với Liên Xô. Đó là việc sử dụng các mũi đột kích sâu, ồ ạt và nhanh chóng bằng xe tăng trên các khu vực xung yếu của mặt trận Quân đội Liên Xô, hình thành ba đòn vu hồi liên tiếp từ Dukhovshchina (dải của tập đoàn quân xe tăng 3), Roslavl (dải của tập đoàn quân xe tăng 4) và Shostka (dải của tập đoàn quân xe tăng 2); bao vây chủ lực của Quân đội Liên Xô tại các tuyến Rzhev - Vyazma (tuyến ngoài) và Volokolamsk - Mozhaysk - Kaluga (tuyến trong), cuối cùng, hội quân tại tuyến Ryazan - Noghinsk, kết thúc chiến dịch.
Theo tính toán của Quân đội Đức Quốc xã, với ưu thế vượt trội về xe tăng, pháo binh và không quân, quân Đức sẽ đánh chiếm được Moskva một cách nhanh chóng, tương tự như ở Belorussia cuối tháng 6, ở Uman và phía Đông Kiev cuối tháng 9 năm 1941.
Từ sự lạc quan này, bộ chỉ huy Đức đã phạm phải một sai lầm nghiêm trọng: chủ quan với những thắng lợi lớn ở mặt trận, ngày 16 tháng 8 năm 1941, Thống chế lục quân Đức Wilhelm Keitel đề nghị cắt giảm nỗ lực sản xuất quân sự vào mùa thu năm 1941 vì chắc chắn rằng Đức sẽ đánh bại Liên Xô trước mùa đông, và Hitler đồng ý. Quân Đức vì chủ quan khinh địch, tin rằng sẽ sớm chiến thắng nên đã không chuẩn bị đầy đủ trang bị cho một chiến dịch trong mùa đông, đây là sai lầm chiến lược của họ trong chiến dịch này (và "chủ quan khinh địch" cũng là một dạng sai lầm nghiêm trọng nhất trong bất kỳ một cuộc chiến tranh nào).

### Ý đồ phòng thủ của Liên Xô
Để bảo vệ Moskva quân đội Xô Viết cho thiết lập ba tuyến phòng thủ: tuyến ngoài: Rzhev (Ржев) – Vyazma (Вязьма) – Bryansk (Брянск) cách thủ đô khoảng 200–500 km; tuyến trong: Volokolamsk (Волоколамск) – Mozhaysk (Можайск) – Kaluga (Калуга) cách Moskva thoảng 100–150 km và tuyến cuối cùng là vành đai xung quanh thành phố. Phương diện quân Tây do Thượng tướng Ivan Stepanovich Koniev chỉ huy gồm các tập đoàn quân 22, 29, 30, 19, 16, 20 lần lượt bố trí từ Dvina Tây xuống Yelnya. Do coi trọng hướng Tây, 2/3 binh lực của Phương diện quân Dự bị do Nguyên soái Budyonny gồm các tập đoàn quân 31, 48, 32, 33 được bố trí ngay phía sau Phương diện quân Tây. Một phần ba binh lực của Phương diện quân này (các tập đoàn quân 24 và 43) phòng ngự trong dải Yelnya - Roslavl. Mặc dù trước đó, trinh sát đường không của Phương diện quân Tây Bắc đã thấy nhiều đoàn xe tăng Đức di chuyển từ Cụm tập đoàn quân Bắc xuống phía Nam nhưng trinh sát mặt đất lại không nắm được địch tình nên Bộ tư lệnh Phương diện quân Dự bị không biết rằng đối diện với hai tập đoàn quân này là tập đoàn quân xe tăng 4 (Đức) còn sung sức mới được điều từ mặt trận Leningrad về và nằm trong dải tiến công của tập đoàn quân dã chiến 4. Phương diện quân Bryansk gồm các tập đoàn quân 3, 13 đã suy yếu trong các trận đánh hồi mùa thu năm 1941 phòng thủ hướng Tây Nam. Trong tay tướng Yeryomenko, tư lệnh phương diện quân chỉ có lữ đoàn xe tăng 17 chống lại tập đoàn quân xe tăng 2 (Đức).
Nhân dân Moskva đã thành lập 12 sư đoàn dân quân gồm những công nhân, kỹ sư, nhân viên kỹ thuật, bác sĩ, giáo sư, văn nghệ sĩ... vừa đánh địch vừa học quân sự. 40 đội du kích ra đời tiến hành quấy rối, phá hoại ở sau lưng quân Đức. Hơn 12.000 đội lính cứu hỏa tình nguyện với sự tham gia của 20 vạn người đã được thành lập để bảo vệ thủ đô.
Lực lượng dự bị chiến lược của Quân đội Liên Xô còn đang được xây dựng tại Ural, Trung Á và Povonge. Khi bắt đầu chiến dịch phòng ngự, Bộ Tổng Tư lệnh Liên Xô cũng chưa thể tính đến việc điều quân từ Viễn Đông về do chưa xác định rõ thái độ của Nhật Bản.

## Diễn biến trận đánh

### Đợt thứ nhất

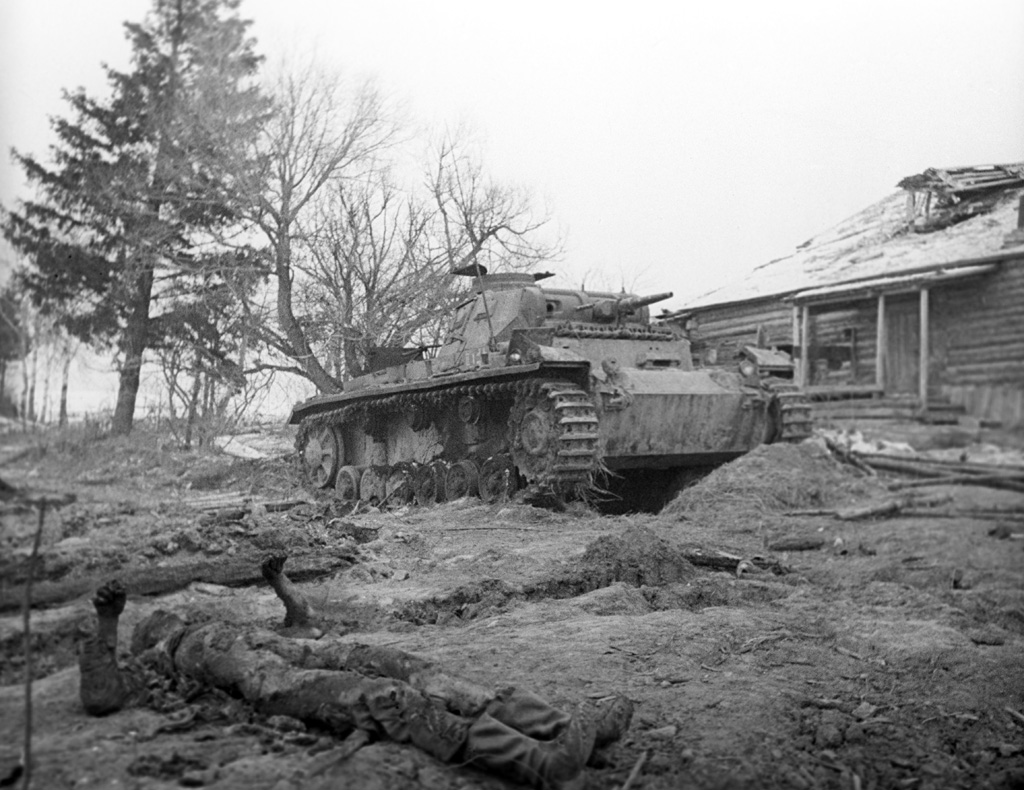
Xe tăng Panzer III (Đức) tấn công gần làng Skirmanovo, khu vực Moskva, mùa đông năm 1941

Sáng sớm ngày 30 tháng 9, ba tập đoàn quân xe tăng Đức bắt đầu đột phá mặt trận sau hơn một giờ dùng không quân và pháo binh bắn phá dọn đường. Các cánh quân xe tăng Đức ồ ạt tấn công tuyến phòng thủ Rzhev – Vyazma – Bryansk còn chưa chuẩn bị xong, nhanh chóng đẩy lùi các tập đoàn quân của Phương diện quân Tây, Phương diện quân Dự bị và Phương diện quân Bryansk. Đặc điểm chiến thuật của đợt này là các đơn vị xe tăng Đức liên tục đánh vào khu vực tiếp giáp của các tập đoàn quân để tạo cửa mở, sau đó thọc sâu. Các đơn vị Xô viết thì dàn trải và tập trung chủ yếu trên 2 lớp cách nhau 20–50 km và sau đó gần như không có gì để chống lại lực lượng Đức.
- Tại cánh Bắc, trên tuyến Verdino (Вердино) - Yelnya (Елня), tập đoàn quân xe tăng 3 của tướng Hoth dùng 2 quân đoàn xe tăng và tập đoàn quân bộ binh 9 đột phá lách qua sườn trái và sườn phải của tập đoàn quân 30, đẩy lùi cuộc phản kích của các tập đoàn quân số 19 và 30 của Phương diện quân Tây (Liên Xô) tạo 2 cửa mở và chiếm Kholm Zhikovsky. Tướng Hoth tách quân đoàn xe tăng 41 tiếp tục phát triển tấn công theo hướng Kalinin (Калинин) (Tver), quân đoàn xe tăng 56 còn lại đánh xuống phía Đông Vyazma. Quân đoàn xe tăng 56 tiếp tục chọc thủng tiếp giáp giữa 2 tập đoàn quân 32 và 49 của phương diện quân Dự bị ồ ạt tiến về bắc Vyazma vào ngày 6 tháng 10. Đến ngày 10 tháng 10 quân đoàn xe tăng 41 đã thọc sâu đánh chiếm Sychyovka (Сычевка) và Gjask (gagarin) phối hợp khép chặt vòng vây 2 phương diện quân, hình thành cánh quân vây bọc phía Bắc. Tướng I. S. Koniev tổ chức phản kích từ phía Bắc vào tập đoàn quân xe tăng 3 (Đức) nhưng không thành công. Các tập đoàn quân 22, 29 và 31 bị đẩy lùi về tuyến Ostashkov - Sychyovka.[27]
- Tại khu vực giữa mặt trận, tập đoàn quân xe tăng 4 của tướng Hopner và tập đoàn quân bộ binh số 4 từ bàn đạp Roslavl (Рославль) đột kích vào tiếp giáp giữa tập đoàn quân 43 (Phương diện quân Tây) và tập đoàn quân 50 (Phương diện quân Bryansk). Sau khi chia cắt các tập đoàn quân số 24, 43, 50 của Phương diện quân Dự bị (Liên Xô), tập đoàn xe tăng số 4 chia 2 hướng: quân đoàn xe tăng 46 vòng qua sườn tập đoàn quân 32 (Phương diện quân Dự bị) tiến về phía nam Vyazma vào ngày 6 tháng 10 vây bọc Phương diện quân Dự bị; hướng thứ hai quân đoàn xe tăng 40 đã đột kích rất sâu đến tuyến Milyatino (Милятино) - Yukhnov và hướng thẳng đến Maloyaroslavets (Малоярославец). Tuy nhiên lo sợ kịch bản như trận Smolensk, tập đoàn quân xe tăng số 4, sau khi chiếm Yukhnov, đã điều gần như toàn bộ chủ lực lên phía Bắc, tiến đánh Vyazma, cùng tập đoàn quân xe tăng 3 hợp vây chặt chẽ bốn tập đoàn quân 19, 20, 24 và 32 (Liên Xô) tại phía Đông Vyazma. Các tập đoàn quân này đã kịch chiến với hai tập đoàn quân xe tăng và một tập đoàn quân bộ binh Đức trong vòng vây, thu hút về mình 28 sư đoàn quân Đức trong gần hai tuần lễ trước khi liều chết phá vây để về với quân nhà.[28] Điều này đã làm cho việc tấn công thọc sâu của quân Đức không đạt yêu cầu khi Liên Xô kịp làm tuyến phòng thủ Volokolamsk-Mozhaysk-Kaluga.

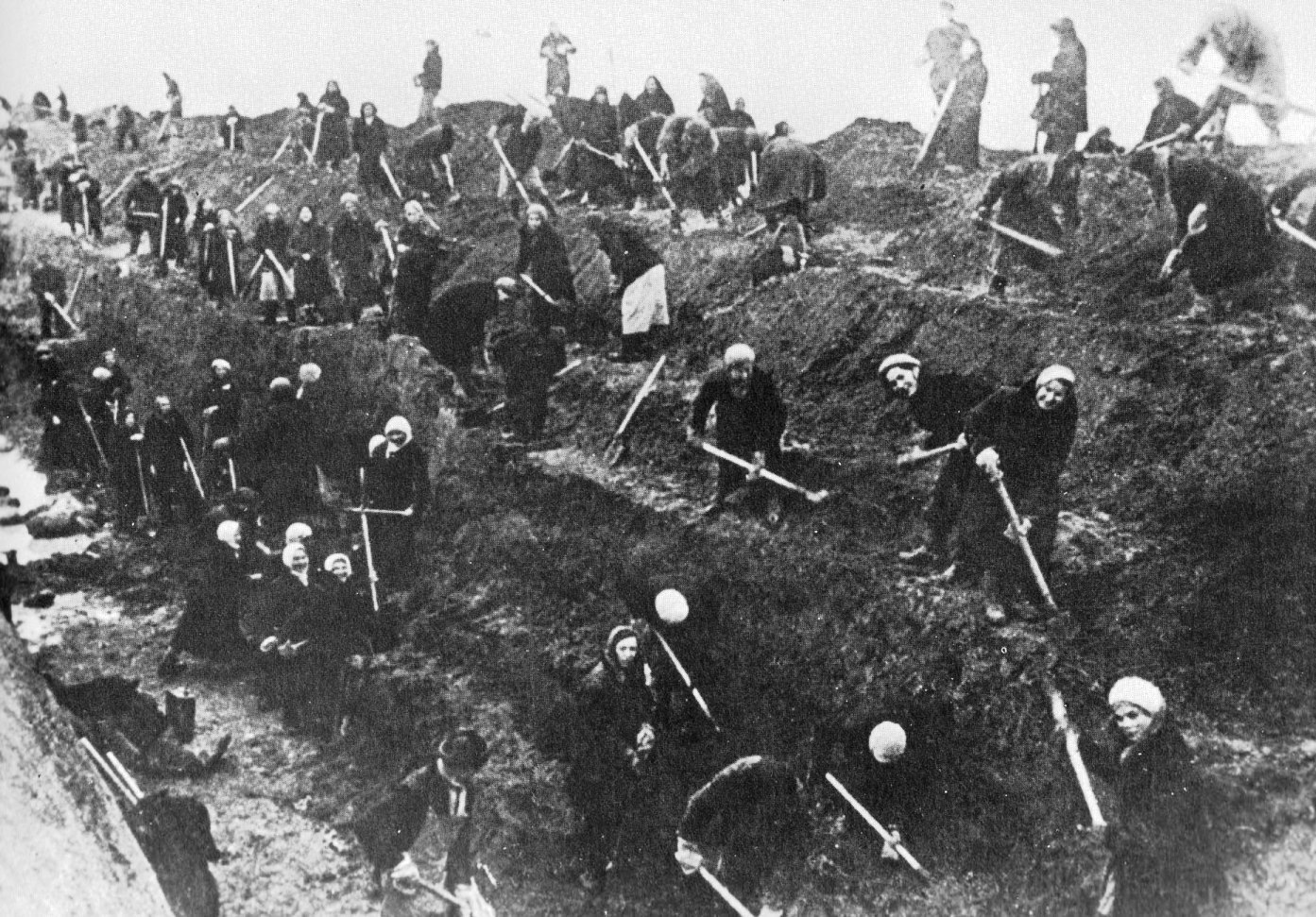
Phụ nữ Moskva đào hào chống tăng, tháng 10 năm 1941

- Tại cánh Nam, tập đoàn quân xe tăng 2 và tập đoàn quân bộ binh dã chiến 2 từ các bàn đạp Shostka (Шостка) và Unecha tấn công Phương diện quân Bryansk. Mũi tấn công chủ yếu của tập đoàn quân xe tăng 2 hướng về khu vực Tula (Тула) - Serpukhov. Ngày 3 tháng 10, ba sư đoàn bộ binh mô tô của tập đoàn quân xe tăng 2 đã đột kích qua Oryol (Орел) và tiến dọc theo con đường cái Oryol (Орел) - Tula (Тула). Bộ Tổng tư lệnh Xô Viết lấy từ Phương diện quân Tây Nam Quân đoàn kỵ binh cận vệ 1 và từ lực lượng dự bị hai lữ đoàn xe tăng đến khu vực bị đột phá và chặn mũi tiến công này của quân Đức. Nhưng đến ngày 6 tháng 10, mũi thứ yếu của tập đoàn quân xe tăng 2 (Đức) đã chọc thủ mặt trận và tiếp tục tiến quân lên phía Bắc, đánh chiếm Bryansk, phối hợp với tập đoàn quân bộ binh dã chiến 2 hợp vây các tập đoàn quân 3 và 13 (Liên Xô) tại Bryansk. Tuy nhiên các đơn vị của các tập đoàn quân này đã nỗ lực phá vây và còn có sự trợ giúp của tập đoàn quân 40 (thuộc Phương diện quân Tây Nam) tập kích liên tục vào sườn phải tập đoàn quân xe tăng Đức nên hai tập đoàn quân số 3 và 13 tại Bryansk đã thoát vây và lùi đến Phatezh (Фатеж) và Ponyri (Поныри). Đức buộc phải điều các đơn vị xe tăng từ phía bắc xuống phía Nam để truy đuổi các tập đoàn quân phá vây này, vì vậy việc bao vây tập đoàn quân 50 không thực hiện được. Đêm mùng 1 rạng ngày 2 tháng 10, Bộ Tổng tham mưu Xô Viết cấp tốc thành lập bốn cụm không quân gồm 4 sư đoàn máy bay ném bom tầm xa tiến hành không kích vào đội hình hành tiến của Tập đoàn quân xe tăng 2 (Đức). Tập đoàn quân 50 (Liên Xô) cũng tránh khỏi bị bao vây và rút lui kịp thời về Belev (Белев) (Belyov), lập tuyến phòng thủ và sau này là lực lượng chủ lực phòng thủ Tula, khu công nghiệp vũ khí quan trọng của Liên Xô. Tại Mtsensk (Мценск) các đơn vị Xô viết đã phản kích chặn đứng các đơn vị xe tăng Đức từ Oryol tới, tạo thời gian cho tập đoàn quân 50 củng cố tuyến phòng thủ vững chắc tại Tula.[25]

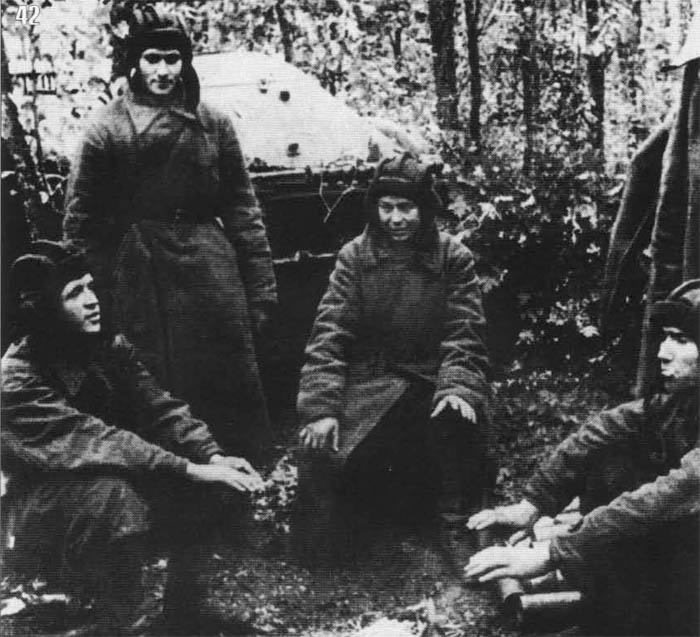
Tổ lái xe tăng T-34 của Dmitri Lavrienko giữa hai trận đánh, ngoại ô Moskva, 1-10-1941. Chiếc T-34 của Lavrienko đã tiêu diệt được 52 xe tăng Đức trước khi hy sinh trong chiến dịch này.

Mặc dù đã nhanh chóng phá vỡ tuyến phòng thủ thứ nhất Rzhev – Vyazma – Bryansk của Liên Xô, tiến được từ 100 km đến 200 km nhưng các cánh quân xe tăng Đức đã bị sa lầy vào việc tiêu diệt các vòng vây do sức kháng cự của các đơn vị Liên Xô không hề giảm, kể cả khi bị vây, họ chiến đấu đến người cuối cùng, viên đạn cuối cùng. Một bộ phận các đơn vị bị vây đã thoát được qua tuyến mặt trận, một bộ phận khác trở thành các đội du kích lớn và tổ chức đánh phá các đoàn xe và căn cứ hậu cần trong hậu tuyến quân Đức. Quân đội Liên Xô có thời gian vài ngày để điều động lực lượng dự bị củng cố tuyến phòng thủ thứ hai Volokolamsk – Mozhaysk – Kaluga.
Ngày 9 tháng 10, Bộ Tổng tư lệnh Liên Xô quyết định hợp nhất những gì còn lại của Phương diện quân Tây và Phương diện quân Dự bị. Đại tướng G. K. Zhukov được triệu tập từ Leningrad về và được giao chỉ huy Phương diện quân Tây (hợp nhất), tướng I. S. Koniev làm phó tư lệnh, (sau đó được chỉ định làm tư lệnh Phương diện quân Kalinin). Đến ngày 13 tháng 10, các tập đoàn quân 29, 30 và 31 tiếp tục phòng ngự quyết liệt trên hướng Volokolamsk. Bộ Tổng tư lệnh Liên Xô đã tái lập tập đoàn quân 16 do Trung tướng K. K. Rokossovsky chỉ huy để tăng cường trấn giữ hướng Volokolamsk, thành lập tập đoàn quân 5 do Thiếu tướng Lelyushenko chỉ huy để phòng ngự hướng Mozhaysk. Tập đoàn quân 33 của tướng K. A. Meretskov giữ hướng Naro - Fominsk; tập đoàn quân 43 phòng thủ Maloyaroslavets, tập đoàn quân 49 giữ Kaluga. Tổng cộng, đã có 8 tập đoàn quân Liên Xô được triển khai phòng ngự trên tuyến hai, chặn giữ các ngả đường vào Moskva từ các hướng Tây Bắc, Tây và Tây Nam trước khi đợt tấn công thứ hai của quân Đức bắt đầu.
Đến ngày 11 tháng 10, quân Đức đã đẩy tuyến mặt trận đến gần Moskva thêm từ 50 đến 100 km, từ Kalinin, qua Volokolamsk, Mozhaysk, Kaluga, bị đứt đoạn ở Dubna - Plavsk, sau đó tiếp tục từ Mtsensk, qua Ponyri đến phía Bắc Kursk. Bên cạnh tương quan lực lượng và phương tiện có tỷ lệ hơn hẳn về phía Quân đội Đức Quốc xã, việc chỉ huy tác chiến yếu kém cũng là một trong những nguyên nhân thất bại của Quân đội Liên Xô trong đợt một. Tại cuộc họp đầu tiên của Bộ tư lệnh Phương diện quân Tây (hợp nhất), Đại tướng G. K. Zhukov vạch rõ sai lầm của S. M. Budyonny và I. S. Koniev là đã không xác định được hướng đột kích chính của quân Đức, không kịp thời chủ động kéo lực lượng từ những hướng chưa bị uy hiếp để tấn công vào bên sườn các cánh quân chủ yếu của đối phương. Vì vậy, quân Đức đã tạo được ưu thế tuyệt đối với các cú đánh tập trung, tạo nên các cửa mở mà các Bộ tư lệnh phương diện quân không thể bịt lại được do không còn lực lượng dự bị. Thượng tướng Aleksandr Vasilevsky cho rằng nguyên nhân thất bại còn là do tất cả các đơn vị trên các tuyến phòng ngự của ba phương diện quân "Tây", "Dự bị" và "Bryansk" đều bố trí dàn đều trên toàn bộ tuyến mặt trận.
Phương diện quân Dự bị lại bố trí ngay sau lưng Phương diện quân Tây trên một tuyến kéo dài đến hơn 200 km trong khi tình hình mặt trận cho thấy phải phân chia mặt trận thành ba địa đoạn và giao cho từng phương diện quân trách nhiệm phòng thủ trên địa đoạn của mình. Đội hình tác chiến bị kéo giãn và chồng chéo đã làm cho các phương diện quân không tập trung được lực lượng và phương tiện trên các hướng đột kích chủ yếu của quân Đức.

### Đợt thứ hai

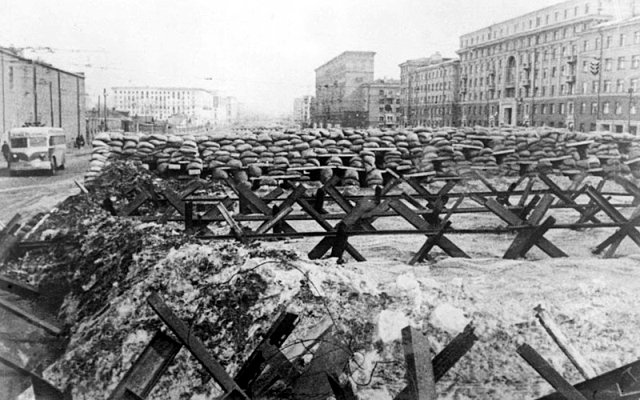
Hệ thống chiến lũy và vật cản chống tăng trên đường phố Moskva, mùa đông 1941

Sau khi mất tuyến phòng thủ thứ nhất, tình hình Moskva nguy ngập: trong khoảng 10 ngày, từ 14 tập đoàn quân phòng thủ, nay chỉ còn 8 tập đoàn quân bảo vệ tuyến Volokolamsk – Mozhaysk – Kaluga với 9 vạn sĩ quan và binh sĩ (tương đương với biên chế đầy đủ của một tập đoàn quân); 4 tập đoàn quân đã bị bao vây, một phần bị tiêu diệt và bị bắt, một phần bị tan rã; 2 tập đoàn quân khác bị đẩy xa Moskva xuống phía Tây Nam. Có đến 662.000 sĩ quan và binh sĩ Xô Viết bị tử trận hoặc bị bắt làm tù binh tại khu vực Rzhev - Vyazma. Trong những giờ phút nghiêm trọng nhất, đã có lúc Tổng tư lệnh Stalin yêu cầu tướng Zhukov nói thẳng, nói thật liệu có thể giữ được Moskva không. Tướng G. K. Zhukov cam đoan sẽ giữ được nếu có thêm hai tập đoàn quân và 200 xe tăng. Stalin đáp ứng tất cả các yêu cầu của G. K. Zhukov về bộ binh và các phương tiện, riêng xe tăng thì không còn dự trữ.
Rạng sáng ngày 5 tháng 10, Hội đồng Quốc phòng Nhà nước Xô Viết thông qua Nghị quyết về việc bảo vệ Moskva; điều động 11 sư đoàn bộ binh, 16 lữ đoàn xe tăng, hơn 40 trung đoàn pháo lấy từ các phương diện quân khác và các quân khu nội địa: Ural, Kazal, Perm, Samara, Trung Á, Viễn Đông. Quân số nhiều sư đoàn được bổ sung bằng các đơn vị dân quân và phụ nữ; nhiều trung đoàn bộ binh và pháo binh chống tăng gồm toàn phụ nữ chưa kịp huấn luyện, nhiều đơn vị chỉ được trang bị chống tăng bằng chai xăng. Tuy trình độ huấn luyện chiến đấu của các đơn vị Hồng quân lúc này chưa thành thạo nhưng tinh thần quyết tâm tử thủ bảo vệ thủ đô của họ lại rất cao. Quân đội Xô Viết tập trung các lực lượng còn lại tại bốn hướng chính là Volokolamsk, Mozaysk, Maloyaroslavets và Kaluga. Hàng trăm nghìn đảng viên Cộng sản và đoàn viên thanh niên Cộng sản Moskva đã lên đường ra mặt trận. Khoảng 25 vạn công dân Moskva, chủ yếu là phụ nữ và thanh thiếu niên đã tham gia xây dựng các công trình phòng thủ thành phố, đào 128 km hào giao thông phục vụ chiến đấu, 72 km hào chống tăng, lắp đặt 52.500 chướng ngại vật chống tăng.
Ngày 19 tháng 10, Hội đồng quốc phòng đã ra lệnh giới nghiêm Moskva và các vùng phụ cận. Khu vực nội đô được chia thành các ô vuông phòng thủ để sẵn sàng chiến đấu trong thành phố. Trong tình trạng bị vây hãm, Moskva vừa sản xuất, vừa chiến đấu. Tất cả các nhà máy xí nghiệp của thủ đô tập trung sản xuất vũ khí và thiết bị chiến đấu. Mọi người làm việc 12-18 giờ một ngày. Một bộ phận nhà máy công nghiệp, phần lớn các công sở, những người không có nhiệm vụ trực tiếp chiến đấu, người già và trẻ em đã được lệnh sơ tán. Quân dân Moskva hưởng ứng lời kêu gọi: "Chiến đấu bảo vệ Moskva đến giọt máu cuối cùng!".

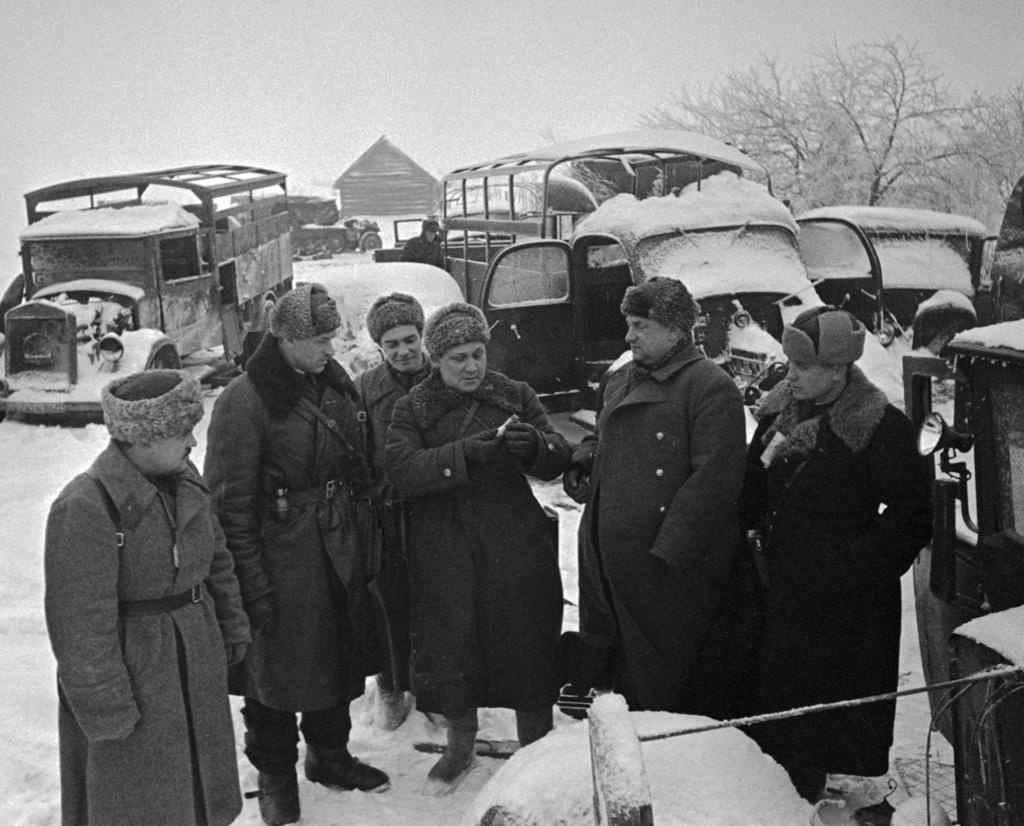
Trung tướng K. K. Rokossovsky, tư lệnh Tập đoàn quân 16 trong chiến dịch phản công tại khu vực Moskva ngày 10-12-1941 (Ảnh của RIA NOVOSTI)

Trong những sự kiện mùa đông 1941-1942 tại Moskva, điệp viên Richard Sorge đã phát đi thông điệp lần cuối cùng trước khi bị cơ quan phản gián Nhật bắt giữ. Ngày 14 tháng 9 năm 1941, Richard Sorge đã chuyển 3 bức điện cho Cục 4 - GPU khẳng định: "Chính phủ Nhật Bản quyết định không tấn công Liên Xô trong năm nay. Theo đại sứ Ott, một cuộc chiến tranh giữa Nhật và Liên Xô không còn đặt ra nữa". Từ nội dung nguồn tin đầu tiên của Richard Sorge được chứng minh là đúng bởi các nguồn tin xác minh khác của các điệp viên GPU tại Đức, Pháp, Italia; Bộ Tổng tư lệnh Xô Viết đã nhanh chóng điều động Tập đoàn quân Xung kích 1 và Tập đoàn quân 20 từ Phương diện quân Viễn Đông, Tập đoàn quân 61 từ Quân khu Ural, Tập đoàn quân 10 từ Quân khu Trung Á về Moskva. Đến đầu tháng 11, bốn tập đoàn quân này đã có mặt ở Moskva và đóng vai trò quan trọng trong trận phòng ngự - phản công mùa Đông của Quân đội Xô Viết tại mặt trận này.
Về phía quân Đức, do chỉ tập trung được một nửa lực lượng xe tăng, lại phải phân tán theo các hướng nên sức đột kích giảm sút rất nhiều. Khí hậu bắt đầu lạnh và việc tiếp vận cũng khó khăn hơn. Việc hỗ trợ tấn công bằng không quân trong thời tiết xấu và xa các sân bay thực hiện được rất khó khăn. Vì thế bộ binh Đức cũng bắt buộc phải tham chiến mà có ít phương tiện hỗ trợ. Các đơn vị xe tăng Đức bắt đầu tiến công vào các lớp phòng thủ vành đai có chiều sâu nhưng được hỗ trợ rất ít về pháo binh và không quân.
Ngày 14 tháng 10 năm 1941 quân Đức tổng tấn công tuyến phòng thủ thứ hai của Quân đội Liên Xô. Để tránh hệ thống vật cản chống tăng tại hướng chính diện, Bộ tư lệnh Cụm tập đoàn quân Trung tâm điều Tập đoàn quân xe tăng 3 của tướng Hoth và một bộ phận Tập đoàn quân xe tăng số 4 của Hopner tấn công vào Kalinin (Калинин), Klin (Клин) và Volokolamsk (Волоколамск) trên hướng Tây Bắc mặt trận. Tập đoàn quân 9 (Đức) kiềm chế Phương diện quân Tây Bắc, bảo vệ sườn trái cho tập đoàn quân xe tăng 3. Trong ngày hôm đó Quân đoàn xe tăng 9 của Tập đoàn quân xe tăng 3 (Đức) đánh bật Tập đoàn quân 31 (Liên Xô) ra ngoại ô phía Bắc Kalinin (Калинин) và chiếm thành phố này. Ngày 15 tháng 10, thành phố Volokolamsk (Волоколамск) bị chiếm. Tập đoàn quân xe tăng 2 của tướng Heinz Guderian và Quân đoàn cơ giới 2 (Đức) tấn công hướng Tây Nam lên Dubna, Tula, Dedilovo, Serpukhov, Kashira. Hai mũi xe tăng này sẽ hình hai "gọng kìm thép" thọc sâu vây bọc Moskva từ phía Bắc và Nam, hợp điểm tại khu vực Noghinsk (Ногинск), 60 km phía đông Moskva. Quân đoàn cơ giới 57 (thuộc tập đoàn quân xe tăng 4) phối hợp với các tập đoàn quân bộ binh 4, 9 (Đức) tấn công kiềm chế chính diện tuyến phòng thủ Xô Viết tại Mozaysk, Maloyaroslavets và Kaluga. Tập đoàn quân 2 và Quân đoàn xe tăng 48 (Đức) được giao nhiệm vụ chia cắt, kiềm chế và đẩy lùi Phương diện quân Bryansk, bảo vệ sườn phải cho Tập đoàn quân xe tăng 2 (Đức). Chiến sự vẫn tiếp diễn cực kỳ ác liệt và đẫm máu trên ba hướng chính:
- Tại cánh bắc: Ngày 14 tháng 10, các mũi tấn công của tập đoàn quân xe tăng số 3 và tập đoàn quân số 9 đầu tiên đã đột phá tuyến phòng ngự yếu của tập đoàn quân 30 (Liên Xô), tiến đến ngoại vi thành phố Kalinin. Ngày 15 tháng 10, Bộ Tổng tư lệnh quân đội Liên Xô thành lập Phương diện quân Kalinin do Trung tướng Koniev chỉ huy gồm các tập đoàn quân 22, 29, 30 và 33 lấy từ cánh phải của Phương diện quân Tây; các sư đoàn bộ binh độc lập 183, 185, 246, các sư đoàn kỵ binh 46, 54 và lữ đoàn xe tăng 8 lấy từ cánh trái của Phương diện quân Tây Bắc. Cánh trái của Phương diện quân Kalinin gồm các tập đoàn quân 29 và 33 (Liên Xô) đã buộc tập đoàn quân xe tăng 3 (Đức) phải dừng lại trước cửa ngõ thành phố Kalinin. Các quân đoàn xe tăng 58 và 60 của tập đoàn quân xe tăng 4 cũng không thể phát triển tấn công nhanh hơn và phải dừng lại trước tuyến Volokolamsk - Mozhaysk do các tập đoàn quân 32 và 16 (tái lập) phòng thủ. Riêng thành phố Volokolamsk đã ba lần chuyển từ tay quân đội Liên Xô sang tay quân Đức và ngược lại. Ngày 17 tháng 10, tướng Koniev chuyển giao tập đoàn quân 30 cho Phương diện quân Tây để bố trí phòng thủ vùng hồ chứa nước Volga. Tư lệnh tập đoàn quân, Trung tướng Khomenko bị huyền chức, Thiếu tướng D. D. Leliushenko thay thế.[40]

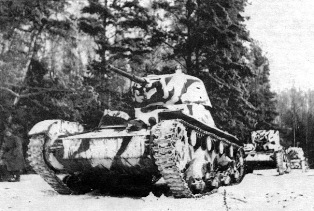
Xe tăng T-26 của Liên Xô chuẩn bị phản công

- Tại cánh nam: Do phải đuổi theo các tập đoàn quân số 3 và 13 của Liên Xô nên quân đoàn xe tăng 48 thuộc tập đoàn quân xe tăng 2 của Guderian phải tách ra để hỗ trợ cho tập đoàn quân 2 tấn công về hướng Livny (Ливны). Đến ngày 18 tháng 10, chủ lực của tập đoàn quân xe tăng này đã chiếm được Mtsensk (Мценск) và tiến về Tula (Тула). Các xe tăng của Guderian sau khi tấn công đột phá ban đầu cuối tháng 10 đã đến được Tula. Tại đây quân Đức gặp sự chống cự rất kiên cường của quân phòng thủ và người dân Tula với nòng cốt là tập đoàn quân 50. Xe tăng Đức đã không thể chiếm được thành phố trong hành tiến và phải đi vòng lên phía bắc về hướng Kashira (Кащира) nhưng đã bị tập đoàn quân 49 (Liên Xô) chặn đứng trước cửa ngõ thị trấn Serebyanye Prudy. Tại hướng này, lần đầu tiên trong chiến tranh Hồng quân đã tung một lực lượng lớn cấp lữ đoàn loại xe tăng T-34 được nâng cấp với tính năng vượt xa xe tăng Panzer IV [cần dẫn nguồn]Đức gây thiệt hại và hoang mang lớn trong lực lượng xe tăng-thiết giáp Đức[cần dẫn nguồn]. Kể từ đây quân Đức bắt đầu mất dần ưu thế về chất lượng xe tăng việc quân đội Liên Xô phòng thủ thành công tại thành phố Tula đã tạo nên một bàn đạp chiến lược để liên tục phản kích vào sườn trái cánh quân Guderian, ngăn chặn xe tăng Đức thọc sâu bao vây Moskva ở cánh nam. Đây là một trong các nhân tố quyết định phòng thủ vững chắc Moskva. Đại tướng Liên Xô G.K. Zhukov, Tư lệnh Phương diện quân Tây, đã đánh giá rất cao vai trò của thành phố Nga cổ Tula trong trận phòng thủ thắng lợi trước cửa ngõ Moskva [41]
- Tại khu vực giữa mặt trận: Đây là nơi chiến sự diễn ra nhiều trận đánh căng thẳng nhất do tuyến mặt trận chỉ còn cách Moskva hơn 50 km. Quân đoàn cơ giới 48 của Tập đoàn quân xe tăng 4 và tập đoàn quân bộ binh 4 (Đức) đã tiến lên qua hai tuyến phòng thủ của các tập đoàn quân 5, 33 và 49; đánh chiếm các thành phố Dorokhovo, Mozaisk, Borovsk, Maloyaroslavets và Kaluga. Tuy nhiên, đến tuyến Dedovsk - Naro Fominsk - Kubinka - Tarusha - Aleksin thì quân Đức bị chặn lại trước sức chống trả quyết liệt và các tập đoàn quân 5, 33 và 43 (Liên Xô). Sử dụng tất cả các vũ khí chống tăng có trong tay, kể cả mìn, thủ pháo và chai xăng, họ đã bắt Tập đoàn quân xe tăng số 4 phải chịu những tổn thất rất nặng nề tại các thành phố này.[42]

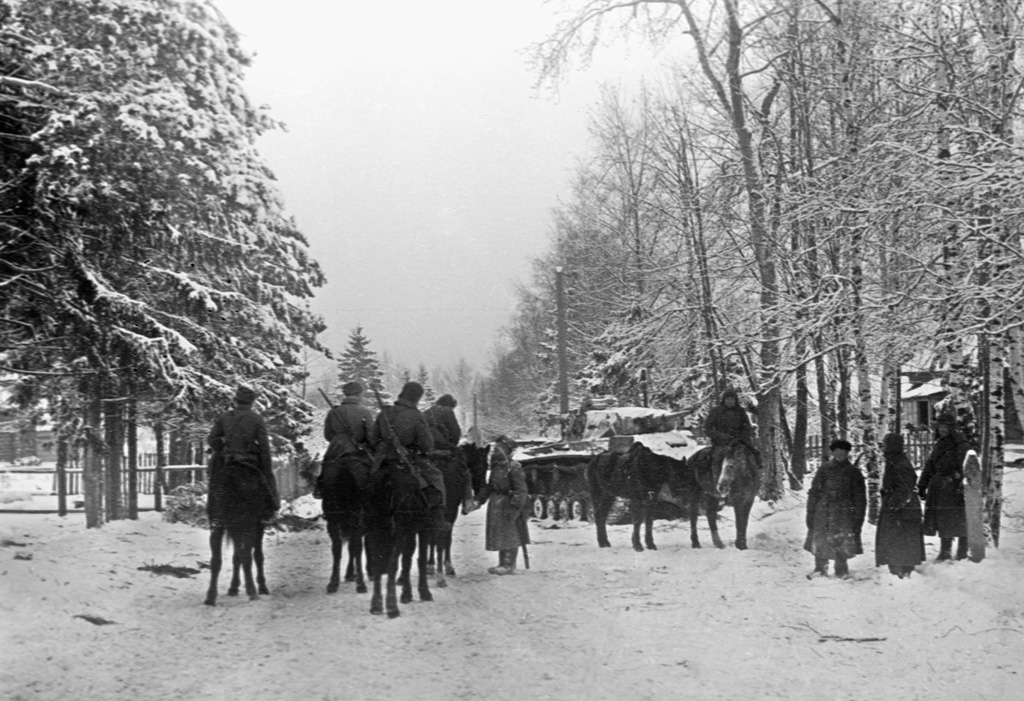
Kỵ binh Liên Xô bên một xe tăng Pz-III (Đức) bị tiêu diệt gần Kryukovo, Moskva, 20-12-1941

Kết thúc đợt tấn công thứ hai, Cụm tập đoàn quân Trung tâm (Đức) đẩy lùi Phương diện quân Tây (Liên Xô) thêm từ 15 đến 50 km về phía Moskva nhưng không chọc thủng được mặt trận. Quân đội Liên Xô vẫn giữ vững được mối liên kết bên sườn giữa các đơn vị và lùi dần về tuyến Turginovo - Volokolamsk - Dorokhovo – Naro-fominsk (Наро-Фоминск) – Serpukhov (Серпухов) - Aleksin để cố thủ. Đến cuối tháng 10 năm 1941 tuyến phòng thủ dựa vào sông Nara (Нара) của Phương diện quân Tây đã ổn định. Thế trận phòng ngự của các phương diện quân Kalinin và Bryansk cũng được thiết lập. Càng lùi về phía sau, mật độ phòng thủ của quân đội Xô Viết càng cao vì đã bố trí được tuyến phòng ngự với nhiều cứ điểm theo chiều sâu dày đặc. Sĩ quan chiến sĩ của Quân đội Liên Xô cũng đã sử dụng thành thạo chiến thuật tổng hợp chống xe tăng bằng súng, pháo chống tăng, mìn, thủ pháo, chai cháy. Các trung đoàn dân quân trực tiếp tham chiến lần lượt được bổ sung cho quân đội chính quy với những người lính đã qua trận mạc. Trong khi đó mật độ tấn công của Đức càng suy giảm. Qua 20 ngày tấn công với các kết quả hạn chế, theo phía Liên Xô thì Cụm tập đoàn quân Trung tâm đã bị tổn thất 155.000 sĩ quan và binh lính, gần 800 xe tăng, trên 300 pháo và khoảng 1.000 máy bay.
Do đã sử dụng hết lực lượng dự bị, Cụm tập đoàn quân Trung tâm (Đức) đã không còn người và phương tiện để bổ sung. Điều kiện thời tiết bất lợi gây lầy lội đường sá là cản trở đáng kể đối với hậu cần cho quân đội Đức. Tuyến vận tải tiếp tế của quân đội Đức liên tục bị du kích Liên Xô đánh phá, hàng chục đoàn tàu bị nổ mìn lật nhào. Tuy quân Đức vẫn liên tục tấn công nhưng xung lực và độ nguy hiểm đã suy giảm trước tuyến phòng thủ rất rắn chắc của Quân đội Liên Xô. Cuộc chiến tạm kết thúc vào ngày 30 tháng 10. Với sức chiến đấu bị giảm sút nghiêm trọng do tổn thất và mệt mỏi, quân Đức phải ngừng tiến công để chuẩn bị cho những nỗ lực cuối cùng.

### Đợt thứ ba, những nỗ lực cuối cùng của quân Đức

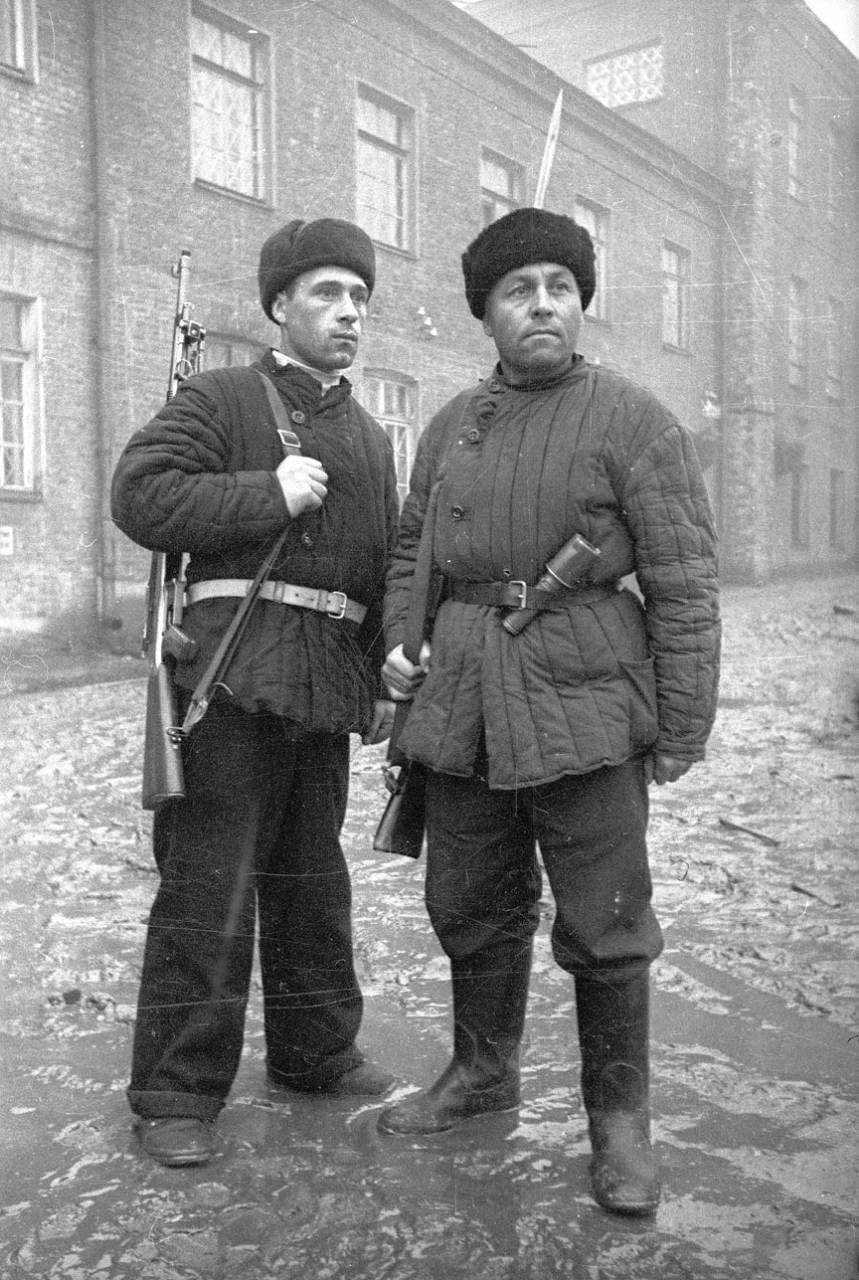
Các chiến sĩ phòng thủ Moskva ngày 10 tháng 10 năm 1941

Buổi tối ngày 6 tháng 11, tại nhà ga xe điện ngầm Mayakovsskaia đã diễn ra cuộc mít tinh kỷ niệm 24 năm Cách mạng tháng 10 Nga. Sáng ngày 7 tháng 11 năm 1941 để nâng cao tinh thần cho chiến sĩ và toàn dân Liên Xô trong cuộc đấu tranh một mất một còn với kẻ thù nguy hiểm, Hội đồng Quốc phòng Nhà nước và Bộ Tổng tư lệnh tối cao Quân đội Liên Xô vẫn tổ chức cuộc duyệt binh hàng năm theo truyền thống tại Quảng trường đỏ. Tại cuộc duyệt binh này, I. V. Stalin thay mặt Đảng Cộng sản và Nhà nước Xô Viết kêu gọi quân và dân Liên Xô tiếp tục anh dũng chiến đấu, tiêu diệt quân thù, bảo vệ Tổ quốc Liên Xô, giải phóng cho các dân tộc:
| “                                                                   | Toàn thế giới đang coi các đồng chí là lực lượng có thể tiêu diệt bè lũ xâm lược phát xít Đức. Nhân dân các nước bị nô dịch ở châu Âu hiện đang sống dưới ách của bọn xâm lược Đức, đang coi các đồng chí là những người giải phóng cho họ. Các đồng chí được giao phó một sứ mệnh vĩ đại, sứ mệnh giải phóng. Các đồng chí hãy tỏ ra xứng đáng với sứ mệnh ấy! Hãy để hình tượng dũng cảm và vĩ đại của các danh tướng như Aleksandr Nevsky, Dmitry Donskoy, Kuzma Minin, Dmitry Pozharsky, Aleksandr Suvorov, Mikhail Kutuzov cổ vũ các đồng chí trong cuộc chiến tranh này. Mong các đồng chí hãy siết chặt hàng ngũ dưới ngọn cờ bách chiến bách thắng của Lenin vĩ đại. | ” |
| — I.V.Stalin, Stemenko. Bộ Tổng tham mưu Xô Viết trong chiến tranh. | |   |

Buổi sáng ngày 7/11, trần mây thấp, dày đã che chở bầu trời Moskva. Tình báo và Không quân Đức hoàn toàn bất ngờ. Tại tổng hành dinh của mình, Hitler rất tình cờ mở radio, nghe thấy tiếng nhạc duyệt binh và tiếng ủng lính trên mặt đường. Lúc đầu Hitler tưởng là buổi diễu binh của quân Đức, nhưng khi nghe thấy các khẩu lệnh bằng tiếng Nga thì Hitler hiểu điều gì đang xảy ra. Hitler lập tức nhấc điện thoại mắng Tư lệnh Không quân là "đồ ngu" và cho phép 1 giờ để sửa lỗi. Ngay lập tức, Không quân Đức cất cánh nhưng đã không thể đến được Moskva, nhiều chiếc đã bị bắn hạ. Khi đó, Stalin đang đứng trên lễ đài Lăng Lênin nghe tin thời tiết đã mỉm cười: "Cả ông trời cũng che chở cho Đảng Bônsêvich!"
Các đơn vị bộ binh, pháo binh, xe tăng Liên Xô sau khi diễu binh qua Lăng Lenin đã tiến thẳng ra mặt trận. Cuộc duyệt binh ấy có ý nghĩa quan trọng, gia tăng quân thanh sĩ khí của các chiến sĩ Liên Xô, đồng thời củng cố sự kiên quyết không đầu hàng của thị dân Moskva.
Trong hai tuần chiến sự tạm lắng, Bộ Tổng tư lệnh quân đội Liên Xô đã củng cố các tuyến phòng ngự. Trong trường hợp không giữ được Moskva, họ đã có kế hoạch phòng ngự trên tuyến Vytegra, Rybinsk, Gorky, Saratov, Stalingrad, Astrakhan. Tại tuyến này, 10 tập đoàn quân dự bị đang được xây dựng. Cũng trong hai tuần lễ này, Cụm tập đoàn quân Trung tâm (Đức) đã tổ chức xong hai cánh quân xung kích gồm 51 sư đoàn, trong đó có 13 sư đoàn xe tăng và 8 sư đoàn cơ giới ở hướng Klin, Istra, Solnechnogorsk (Bắc) và hướng Tula, Kashira (Nam). Từ 15 tháng 11 năm 1941 quân Đức huy động những lực lượng cuối cùng cho nỗ lực cuối cùng để đánh chiếm thủ đô Xô Viết. Các trận đánh diễn ra trong điều kiện rất bất lợi cho phía Đức, thời tiết lạnh giá tuyết rơi làm sức chiến đấu của bộ binh và sự cơ động của xe tăng giảm sút, việc tiếp vận gặp rất nhiều khó khăn, các lực lượng dự bị không còn. Sự hỗ trợ bởi không quân hầu như không thực hiện được. Pháo binh Hồng quân thực tế đã đè bẹp pháo binh Đức gây tổn thất nặng cho các đơn vị quân Đức, hỗ trợ mạnh cho việc phòng thủ phản công tích cực của Hồng quân. Các đơn vị của Hồng quân cố thủ trong các tuyến phòng ngự có chiều sâu bố trí tầng lớp có các phương tiện chống tăng sẵn sàng gây tổn thất nặng cho quân Đức.

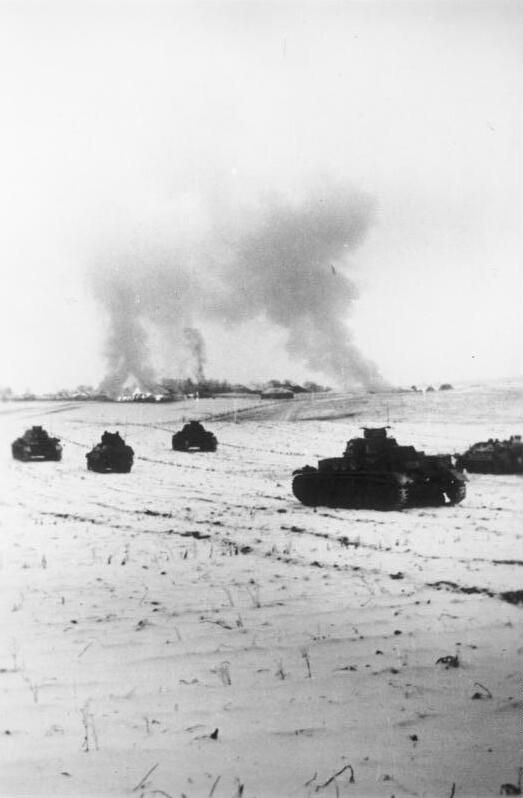
Trận đấu xe tăng ngày 25 tháng 11 tại Istra

- Tại cánh Bắc: Ngày 15 tháng 11 tập đoàn quân xe tăng số 4 (Đức) tấn công tập đoàn quân 16 (Liên Xô) chiếm Istra (Истра). 400 xe tăng Đức của tập đoàn quân xe tăng 4 tấn công vào 150 xe tăng hạng nhẹ của các tập đoàn quân 16, đánh chiếm thành phố Volokolamsk. Đến ngày 28 tháng 11, các chi đội phái đi trước của sư đoàn xe tăng 20 (tập đoàn quân xe tăng 4 Đức) tiến đến kênh đào Moskva - Volga. Ngày 29 tháng 11, tập đoàn quân xung kích 1 do Trung tướng V. I. Kuznesov chỉ huy lấy từ lực lượng dự bị đã chặn đứng đoàn xe tăng Đức tại ở kênh đào gần Dmitrov (Дмитров) và Yakhroma (Яхрома). Ở phía cực Bắc của mặt trận, tập đoàn quân xe tăng 3 (Đức) đột phá qua dải phòng ngự của tập đoàn quân 30, tiến đến phía Nam hồ chứa nước Volga, bờ nam sông Shoshi và khu vực Teriaevaiya (???)- Svoboda. Tại đây, hơn 300 xe tăng Đức đã nhanh chóng đánh tan lữ đoàn xe tăng của tập đoàn quân 30 (Liên Xô) chỉ có 56 xe tăng hạng nhẹ và chiếm thành phố Klin. Ngày 25 tháng 11 quân Đức chiếm Solnechnogorsk (Солнечногорск) và cuối tháng 11 quân Đức đã xông đến được Krasnaya Polyana (Krasnaya Gorka?) (Красная поляна) và Kryukovo (Крюково) cách Moskva 20 km, điểm gần Moskva nhất mà quân Đức đạt được trong suốt chiến dịch. Từ tháp chuông nhà thờ của hai thị trấn này, một số sĩ quan Đức đã nhìn thấy những mái vòm hình củ hành của Điện Kremli qua ống nhòm.[48][49]
- Ở giữa mặt trận: Lợi dụng sự thụ động và tấn công yếu ớt của tập đoàn quân 4 Đức, Bộ Tư lệnh Phương diện quân Tây đã rút bớt một phần lực lượng ở đây để tăng viện cho cánh Bắc và cánh Nam. Ngày 1 tháng 12, tập đoàn quân 4 Đức mới đột phá vào chỗ tiếp giáp giữa tập đoàn quân 5 và tập đoàn quân 33 (Liên Xô) và lao đến Kubinka thì vấp phải bãi mìn dày đặc. Hàng chục xe tăng Đức bị phá huỷ. Sử dụng các trận địa pháo chống tăng với mật độ cao, hai tập đoàn quân 5 và 33 (Liên Xô) đã chặn được cánh quân cơ giới Đức tại Alukovo, cách Moskva 25 km. Đến ngày 4 tháng 11, họ đẩy lùi và tiêu diệt cánh quân chủ lực của tập đoàn quân 4 (Đức) tại Golitsyno, 50 xe tăng Đức bị phá huỷ, hơn 10.000 quân Đức thiệt mạng hoặc bị thương nặng trong trận này.[50]
- Tại cánh Nam: Các sư đoàn xe tăng 3, 4, 17 của tập đoàn quân xe tăng 2 (Đức) chuyển sang tấn công vào ngày 18 tháng 11. Ngày 21 tháng 11, các đơn vị xe tăng Đức vòng qua Tula đánh chiếm Stalinogorsk (Сталиногорск) (Novomoskovsk), chiếm Venev (Венев) (Venev Monasty) tiến về hướng Kashira (Кащира). Cùng ngày, quân đoàn cơ giới 47 (Đức) tiến đánh Revyakino (Ревякино) để bao vây Tula nhưng không thành. Bộ tư lệnh Phương diện quân Tây đã điều động tăng cường cho hướng này sư đoàn xe tăng 112 do đại tá A. L. Ghetman chỉ huy, các lữ đoàn xe tăng 9 và 11, các tiểu đoàn xe tăng 35 và 127, sư đoàn bộ binh 173, trung đoàn pháo phản lực 15, quân đoàn kỵ binh 3. Tập đoàn quân 49 từ cánh chính diện cũng chuyển hướng cùng các đơn vị tăng viện phản kích chặn đánh quyết liệt vào ngày 27 tháng 11 tại Kashira và đẩy các đơn vị xe tăng số 2 của Đức về Mordves (Мордвес). Sau 12 ngày nỗ lực đột phá rất ác liệt về phía bắc hướng đến Kashira và gặp sự chống trả kiên quyết của Hồng quân, đến 30 tháng 11 năm 1941, tư lệnh tập đoàn quân xe tăng 2, tướng Guderian đã tự ý chuyển sang phòng ngự mà không cần mệnh lệnh của Hitler. Quyết định này của Guderian đã cứu cho tập đoàn quân xe tăng Đức khi chỉ vài ngày sau, Quân đội Liên Xô tổng phản công trên toàn mặt trận.[51]

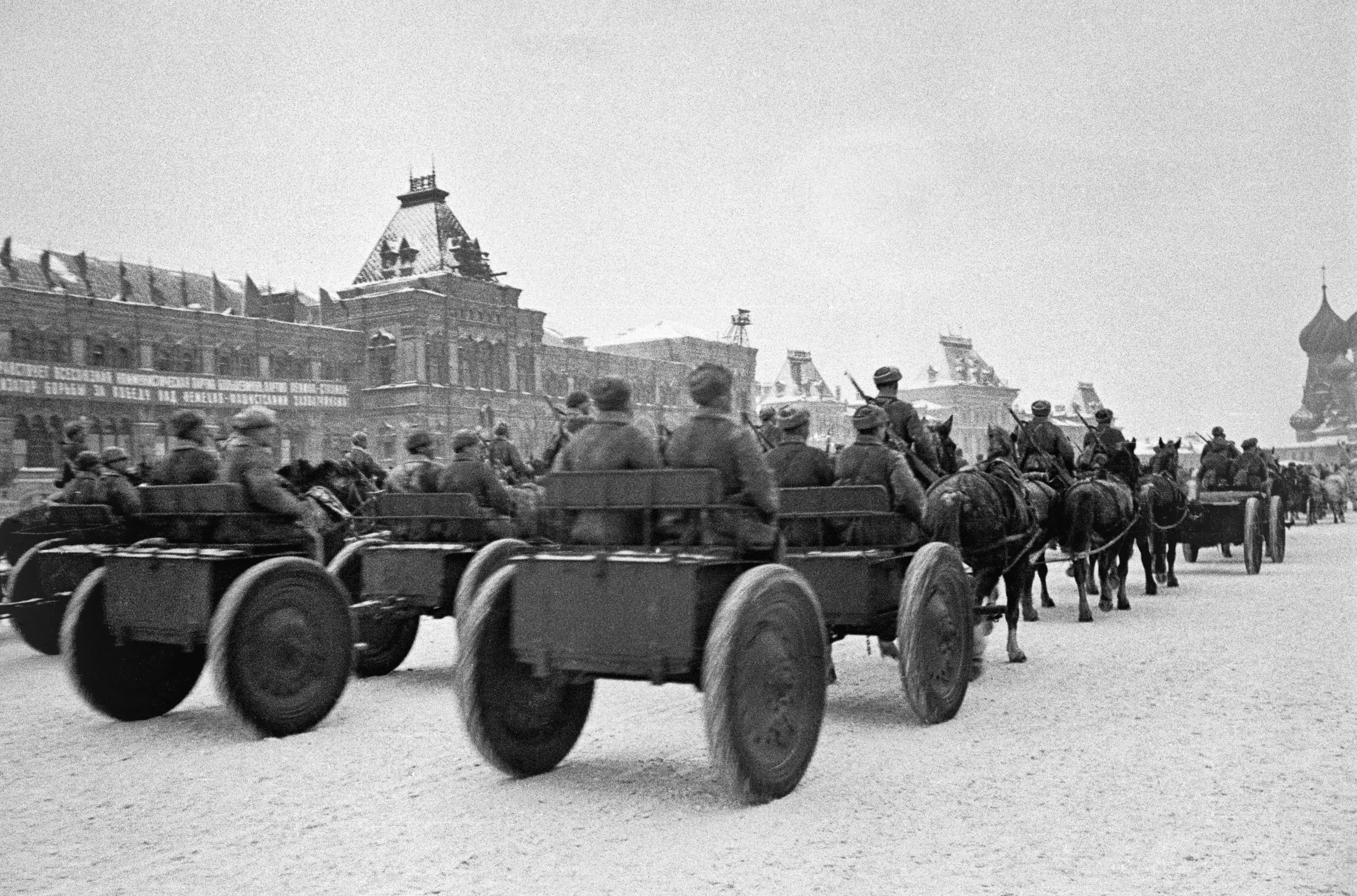
Cuộc duyệt binh tại Quảng trường Đỏ ngày 7 tháng 11 năm 1941.

Sau 20 ngày tấn công, quân Đức đã tiến được hàng chục km, có nơi chỉ cách Moskva 20 km. Những trận đánh ác liệt đã diễn ra trên một chiến tuyến trải dài từ Kalinin đến Tula. Dù bị tổn thất nặng, các đơn vị quân đội Liên Xô đã chiến đấu đến cùng để bảo vệ thủ đô. Trong trận đánh ngày 16 tháng 11 tại nhà ga Dubosekova và khu vực ngã ba Duboseskva, phía nam Volokolamsk, 28 sĩ quan và binh sĩ thuộc sư đoàn bộ binh 316 của tướng Panfilov đã chống chọi với 50 xe tăng Đức. Sau 4 giờ chiến đấu họ đã tiêu diệt 18 xe tăng và hàng trăm lính Đức và tử trận gần hết, chỉ còn lại 6 người. Chính trị viên đại đội V.G. Clotshcov đã đưa lời kêu gọi các đồng đội trong đơn vị mà sau này đã trở thành lời thề chung của tất cả các lực lượng quân đội Liên Xô đang chiến đấu trước cửa ngõ Moskva:
| “                    | Nước Nga rộng lớn, nhưng chúng ta quyết không lùi. Vì sau lưng là Moskva! | ” |
| — V.G. Kolotshcov, . |                                                                           |   |

Đầu tháng 12 năm 1941 qua ba đợt tấn công bị tổn thất rất nặng nề, tăng viện và tiếp tế khó khăn, quân đội Đức đã bị chặn đứng tại cửa ngõ Moskva. Từ ngày 3 đến ngày 5 tháng 12, toàn bộ Cụm tập đoàn quân Trung tâm của Đức phải chuyển sang thế trận phòng ngự. Quân đội Liên Xô đã giành được thế chủ động. Những lực lượng dự bị của Đức về cơ bản đã được sử dụng hết. Các tập đoàn quân xe tăng Đức thuộc Cụm tập đoàn quân Trung tâm đã tổn thất quá nặng trước sức chống cự không mệt mỏi của quân đội Liên Xô. Ngày 29 tháng 11, tướng Zhukov đề nghị Tổng tư lệnh tối cao I. V. Stalin chuyển cho Phương diện quân Tây các tập đoàn quân xung kích 1 và 10 để tổ chức phản công, hất quân Đức ra xa thủ đô Moskva.

### Quân đội Liên Xô phản công

#### Bố trí binh lực và kế hoạch phản công

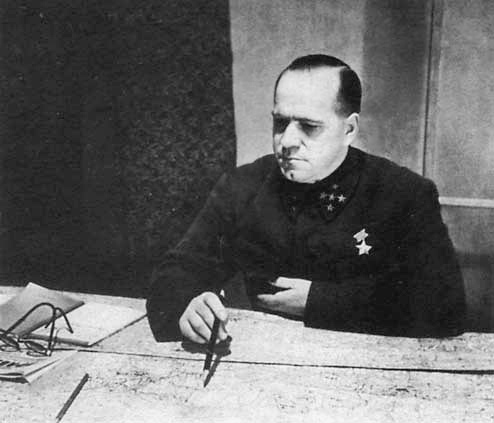
Đại tướng G. K. Zhukov, Tư lệnh Phương diện quân Tây (Liên Xô) vạch kế hoạch phản công tại khu vực Moskva, tháng 10 năm 1941

Những ngày cuối tháng 11, đầu tháng 12 năm 1941 là thời điểm có tính bản lề của trận đánh trên vùng ngoại vi Moskva. Cụm tập đoàn quân Trung tâm của quân đội Đức quốc xã đã kiệt quệ về binh lực và phương tiện. Quân đội Liên Xô quyết định mở cuộc phản công lớn, sử dụng binh lực dự trữ còn sung sức được điều tới từ các quân khu Viễn Đông và Siberia.
Cuối tháng 11, tập đoàn quân xung kích 1 và tập đoàn quân 20 đã được điều động từ các quân khu Viễn Đông và Siberia đến khu vực Yakhroma (Яхрома), Krasnaya Polyana (Красная поляна) và Kryukovo (Крюково) phía Bắc Moskva. Các tập đoàn quân dự bị 10 và 61 đã có mặt tại khu vực Magnitogorsk (Yasnogorsk), Kashira (Кащира) và Reviakino (Ревякино). Bộ Tổng tư lệnh quân đội Liên Xô đã điều động tăng cường cho Phương diện quân Kalinin hai trung đoàn pháo chiến dịch 1, 7 và trung đoàn pháo phản lực số 2; điều động cho Phương dịên quân Tây các trung đoàn pháo chiến dịch 3, 4 và trung đoàn pháo phản lực số 3. Cánh trái của Phương diện quân Tây còn được tăng cường quân đoàn kỵ binh cận vệ 1.
Đến ngày 1 tháng 12, Cụm tập đoàn quân Trung tâm (Đức) chỉ còn lại 800.000 quân, 10.400 pháo và súng cối, khoảng 1.000 xe tăng và hơn 600 máy bay. Quân đội Liên Xô đã huy động cho cuộc phản công tổng cộng 760.000 quân, 5.200 pháo, 415 dàn pháo phản lực "Kachiusa", 670 xe tăng, 860 máy bay. Mặc dù xét toàn bộ so sánh lực lượng, Quân đội Liên Xô không chiếm được ưu thế nhưng với đà suy yếu của Cụm tập đoàn quân Trung tâm (Đức), Bộ Tổng tư lệnh quân đội Liên Xô vẫn tin tưởng rằng cuộc tổng phản công tại Moskva sẽ thắng lợi. Theo phương án của Zhukov, Phương diện quân Kalinin sẽ bắt đầu tấn công ngày 5 tháng 12 với mũi đột kích sâu của kỵ binh dọc theo đường sắt Rzhev - Vyazma, chia cắt hậu phương của tập đoàn quân xe tăng 3 và tập đoàn quân 9 (Đức). Cùng ngày, cánh phải của Phương diện quân Tây cũng bắt đầu tấn công từ khu vực Dmitrov (Дмитров) và Yakhroma (Яхрома), dồn tập đoàn quân xe tăng 3 (Đức) về phía Tây. Ngày 6 tháng 12, cánh trái của Phương diện quân Tây bắt đầu phản công từ chỗ lõm Stalinogorsk (Сталиногорск), Kashira (Кащира) và Reviakino (Ревякино), đẩy lùi và chia cắt tập đoàn quân xe tăng 2 (Đức); cánh phải của Phương diện quân Tây Nam tiến công Yelets, kiềm chế tập đoàn quân 2 (Đức). Ở giữa mặt trận, các tập đoàn quân 5, 33, 49 hoạt động tích cực để kiềm chế tập đoàn quân xe tăng 4 và tập đoàn quân dã chiến 4 (Đức) và chuyển sang phản công ngày 7 tháng 12..

#### Đợt phản công thứ nhất

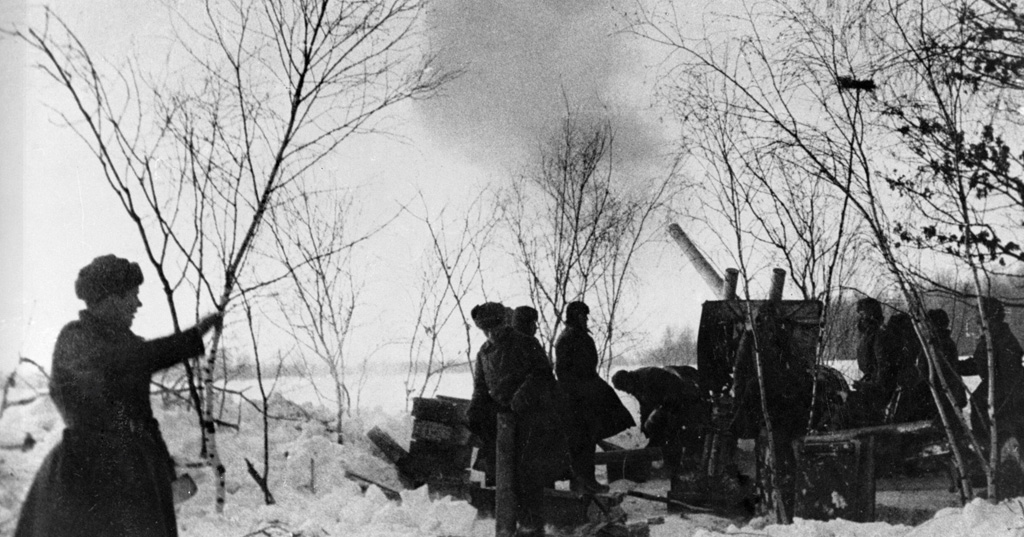
Pháo binh Liên Xô trong chiến dịch phòng ngự - phản công Moskva, ngày 3 tháng 12 năm 1941

Ngày 5 tháng 12, Phương diện quân Kalinin đã thọc sâu vào phía sau tiền duyên phòng ngự của tập đoàn quân dã chiến 9 tại phía Bắc Istra. Đến ngày 15 tháng 12, các tập đoàn quân 22 và 39 đã đánh chiếm Mologino, các tập đoàn quân 29 và 31 đánh chiếm Staritsa và tiến đến ngoại vi Rzhev. Tại cánh phải của Phương diện quân Tây, từ ngày 6 đến 15 tháng 12, tập đoàn quân 30 phối hợp với tập đoàn quân 31 đánh chiếm Turginovo; tập đoàn quân xung kích 1 và tập đoàn quân 20 sau khi hợp vây và tiêu diệt các đơn vị phòng ngự phía trước của tập đoàn quân xe tăng 3 (Đức) tại khu vực Rogachevo, Solnechnogorsk và thành phố Klin đã tiến đến ngoại vi thành phố Volokolamsk. Ngày 8 tháng 12, tập đoàn quân 16 đã phát triển tấn công đến hồ chứa nước Istra, bao vây Volokolamsk từ hướng Tây Nam. Tại giữa mặt trận, ngày 11 tháng 12, tập đoàn quân 5 từ Kubinka đã tấn công đánh chiếm Dorokhovo và Ruza, yểm hộ sườn trái của tập đoàn quân 16. Trong trận đánh chiếm Ruza, Thiếu tướng L. M. Dovator, Tư lệnh Quân đoàn kỵ binh 2 (Liên Xô) tử trận và được truy tặng danh hiệu Anh hùng Liên Xô..
Mặc dù theo kế hoạch chung, ngày 6 tháng 12, cánh trái của Phương diện quân Tây mới triển khai tấn công; nhưng phát hiện thấy các đơn vị của tập đoàn quân xe tăng (Đức) đã chuyển sang phòng ngự từ ngày 30 tháng 11 nên tướng P. A. Belov, Tư lệnh Quân đoàn kỵ binh cận vệ 1 quyết định tấn công vào ngày 3 tháng 12. Cùng với tập đoàn quân 50 do Thiếu tướng V. X. Popov chỉ huy từ Tula đánh ra, tập đoàn quân 10 tấn công chính diện, các đơn vị này đã đánh thiệt hại nặng các sư đoàn xe tăng 3, 17 và sư đoàn cơ giới 29 của tập đoàn quân xe tăng 2 (Đức). Tập đoàn quân xe tăng 2 được ví như cơn lốc một thời tung hoành trên chiến trường Ba Lan, Pháp, Bỉ, Hà Lan đã phải bỏ lại hơn 70 xác xe tăng trước thành phố Stalinogorsk (Сталиногорск) và rút chạy về Venev (Венев). Cuộc tấn công ngày 18 tháng 12 của tập đoàn quân 61 vào Gorbachevo (Горбачево), Xukhinichi (Сухиничи) và Volovo hướng lên phía sau thành phố Venev (Венев) đã tiêu hao nặng các đơn vị sườn phải của tập đoàn quân xe tăng 2 (Đức), làm cho tập đoàn quân này có nguy cơ bị hợp vây ở khu vực Venev (Венев) - Mikhaylov, buộc nó phải tiếp tục vội vã rút lui xa hơn nữa về phía Tây, bỏ lại Uzlovaya (Узловая)..

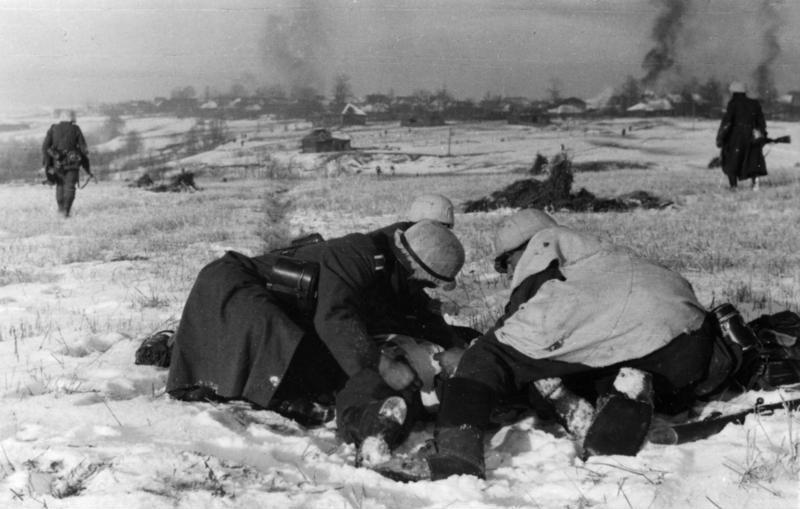
Cuộc chiến trên cánh đồng tuyết gần Moskva, 1941

Ngày 15 tháng 12, Bộ Tổng tư lệnh tối cao Quân đội Liên Xô yêu cầu Tư lệnh Phương diện quân Tây Nam phải hành động tích cực hơn vì tập đoàn quân 3 của Phương diện quân này đã tụt lại 100 km, làm cho sườn phải của Phương diện quân Tây (các tập đoàn quân 10 và 61) bị hở sườn trái và có nguy cơ bị tập đoàn quân 2 (Đức) đột kích từ hướng Mtsensk. Thi hành mệnh lệnh, ngày 21 tháng 12, cánh phải của Phương diện quân Tây Nam gồm các tập đoàn quân 3, 13, 40 đã hợp vây tiêu diệt 1 quân đoàn Đức tại Khomutovo (Хомутово). Bộ Tổng tư lệnh Liên Xô cũng điều chỉnh lại việc tập trung ba tập đoàn quân một cách không hợp lý trước Volokolamsk và điều tập đoàn quân 30 tiến chiếm Staritsa, cắt đường giao thông và cô lập cánh trái của tập đoàn quân xe tăng 3 (Đức) tại Shakhovskaya. Đến ngày 20 tháng 12 năm 1941, Phương diện quân Tây đã tiến đến tuyến mặt trận tại Oreshki, Staritsa, sông Lama, sông Ruzha, Maloyaroslavets, Tikhonova (Tikhonova Pustyn), Kaluga, Dubna, Sukhinichi, Belyov, Mtsensk, Novosil. Tuy thành phố Volokolamsk vẫn nằm trong tay quân Đức nhưng về cơ bản, Quân đội Liên Xô đã khôi phục lại hình thế trước khi quân Đức mở chiến dịch "Typhoon". Các binh đoàn xe tăng và bộ binh dã chiến Đức đã bị đẩy lùi về phía Tây từ 25 đến 60 km. Riêng tập đoàn quân xe tăng 2 (Đức) phải rút ra xa đến 100 km. Nhận thấy Cụm tập đoàn quân Trung tâm (Đức) đã bị thiệt hại nặng và lực lượng dự bị của Liên Xô vẫn còn khá dồi dào; Bộ Tổng tư lệnh quân đội Xô Viết tiếp tục tấn công, không cho quân Đức tổ chức phòng thủ vững chắc trên tuyến mặt trận mới lui về.

#### Đợt phản công thứ hai

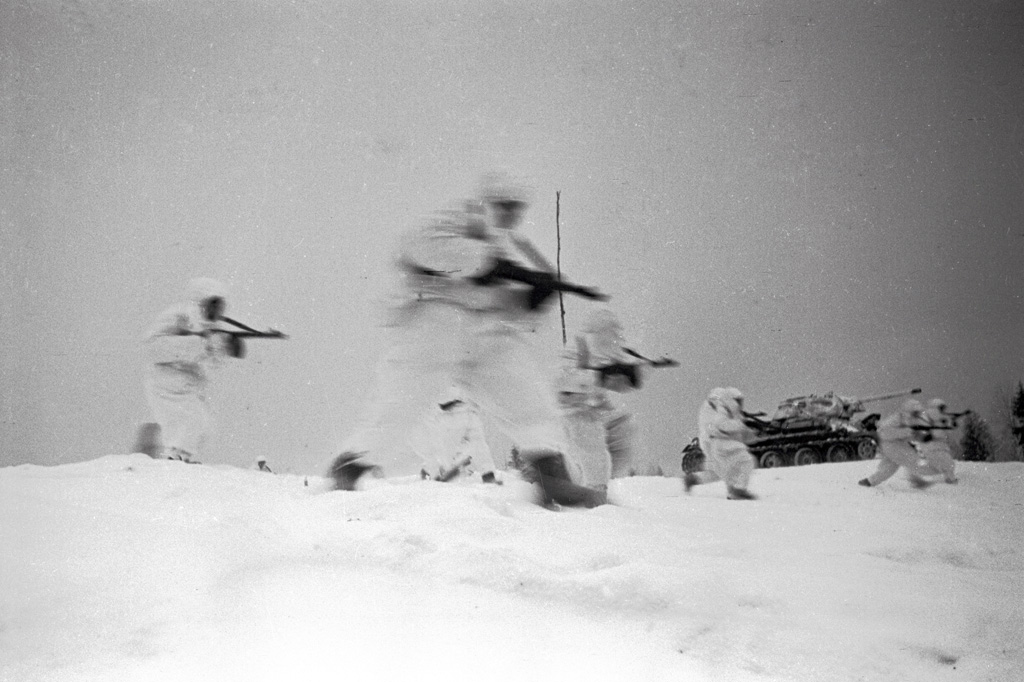
Quân trượt tuyết Xô Viết phản công tại khu vực Staraiya Russa, mặt trận Kalinin

Đợt phản công thứ hai của các phương diện quân Liên Xô tại khu vực Moskva và vùng phụ cận nằm trong ý đồ tổng tấn công của Bộ Tổng tư lệnh quân đội Liên Xô trên ba hướng chủ yếu của mặt trận Xô-Đức. Ý đồ này do Stalin đưa ra tại cuộc họp của Đại bản doanh ngày 5 tháng 1 năm 1942 với sự ủng hộ của Nguyên soái S. K. Timoshenko, Tư lệnh Phương diện quân Tây Nam. Tại cuộc họp này, tướng Zhukov khuyến nghị chỉ nên tiếp tục tấn công ở khu vục phía Tây Moskva, thanh toán bàn đạp nguy hiểm của Cụm tập đoàn quân Trung tâm (Đức) tại Rzhev - Vyazma và giải vây cho Quân đoàn kỵ binh cận vệ 1 đang bị vây hãm tại đây. Việc mở các cuộc phản công trên các hướng khác chưa thể thực hiện vì lực lượng dự bị của Quân đội Liên Xô về cơ bản đã được sử dụng hết. Bộ trưởng dân ủy Công nhiệp quốc phòng N. A. Voznesensky cũng thừa nhận việc không đủ phương tiện vật chất để tấn công đồng loạt trên tất cả các mặt trận. Tuy nhiên Stalin đã dùng quyền Tổng tư lệnh tối cao để tự mình quyết định và ký chỉ lệnh của Đại bản doanh gửi các Phương diện quân yêu cầu chuyển sang tổng phản công trong thời gian ngắn nhất.

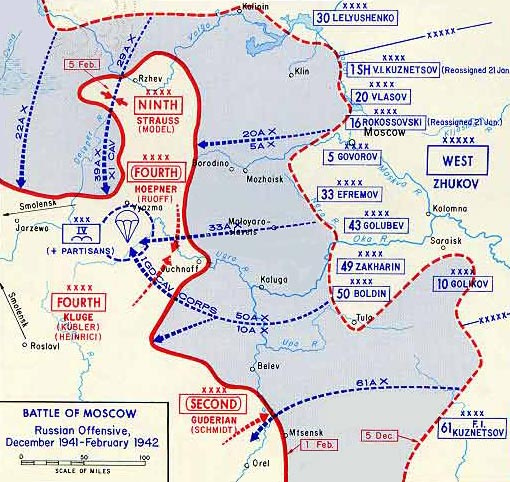
Bản đồ mô tả cuộc phản công mùa đông 1941-1942 của quân đội Liên Xô tại khu vực phía Tây Moskva.
Vạch đỏ đứt quãng: Trận tuyến ngày 5-12-1941.
Vạch đỏ liền: Trận tuyến ngày 10-2-1942

Thực hiện mệnh lệnh này, ngày 7 tháng 1 năm 1942, các phương diện quân Tây và Kalinin tiếp tục tấn công. Tại cánh bắc, Phương diện quân Kalinin phối hợp với Phương diện quân Tây Bắc mở chiến dịch hợp vây quân đoàn xung kích 2 (Đức) tại Spat - Demyansk (Demyansk), đánh chiếm Kholm, Velikiye Luki, Velizh và Bely. Phương diện quân Tây sử dụng các tập đoàn quân 16, 20 và xung kích 1 tiếp tục vượt qua Volokolamsk tiến công tập đoàn quân xe tăng 3 (Đức) tại khu vực Sychyovka - Rzhev. Ở giữa mặt trận, các tập đoàn quân 5 và 33 tiếp tục tấn công theo hướng chung đến Mozhaysk và Gjask; các tập đoàn quân 43, 49, 50 đánh chiếm Yukhnov, Kondrovo và phát triển đến Vyazma. Ở cách nam, tập đoàn quân 10 tấn công vào Kirov. Cánh phải của Phương diện quân Tây Nam và Phương diện quân Bryansk tiếp tục kiềm chế tập đoàn quân xe tăng 2 và tập đoàn quân 2 (Đức).
Sau một tháng giao chiến, các tập đoàn quân xung kích 3, 4 ở cánh trái Phương diện quân Tây Bắc và tập đoàn quân 22 ở cánh phải của Phương diện quân Kalinin đã tiến đến các cửa ngõ Velikiye Luki, Demidov và Velizh nhưng phải dừng lại vì không còn lực lượng dự bị để tiếp tục tiến công. Các tập đoàn quân 29 và 39 ở cánh trái Phương diện quân Kalinin không chiếm được Rzhev, làm cho tập đoàn quân 33 tiếp tục bị rơi vào vòng vây tại Vyazma cùng với Quân đoàn kỵ binh cận vệ 1. Ngày 12 tháng 1, các tập đoàn quân 20, xung kích 1 và quân đoàn kỵ binh 2 đánh chiếm Volokolamsk. Đến ngày 17 tháng 1, cánh phải của Phương diện quân Tây đã cắt đứt đường sắt Moskva - Rzhev tại Shakhovskaya. Trong khi cuộc tấn công đang tiến triển tốt thì ngày 19 tháng 1, Tổng tư lệnh Stalin chỉ thị cho tướng Zhukov trả Tập đoàn quân xung kích 1 về lực lượng dự bị của Bộ Tổng tư lệnh tối cao. Hành động này đã làm cho cánh phải của Phương diện quân Tây yếu hẳn đi, không còn đủ sức để đột phá đến tuyến Rzhev - Vyazma. Đến ngày 10 tháng 2, Cụm tập đoàn quân Trung tâm (Đức) đã nhận được 15 sư đoàn rút từ Pháp và Nam Tư sang, bố trí trận địa phòng ngự vững chắc tại khu Rzhev - Vyazma. Các phương diện quân Kalinin, Tây và Bryansk không còn lực lượng để phát triển tấn công và phải dừng lại trước tuyến phòng ngự sông Lama của quân Đức.

## Kết quả và những ảnh hưởng của chiến dịch

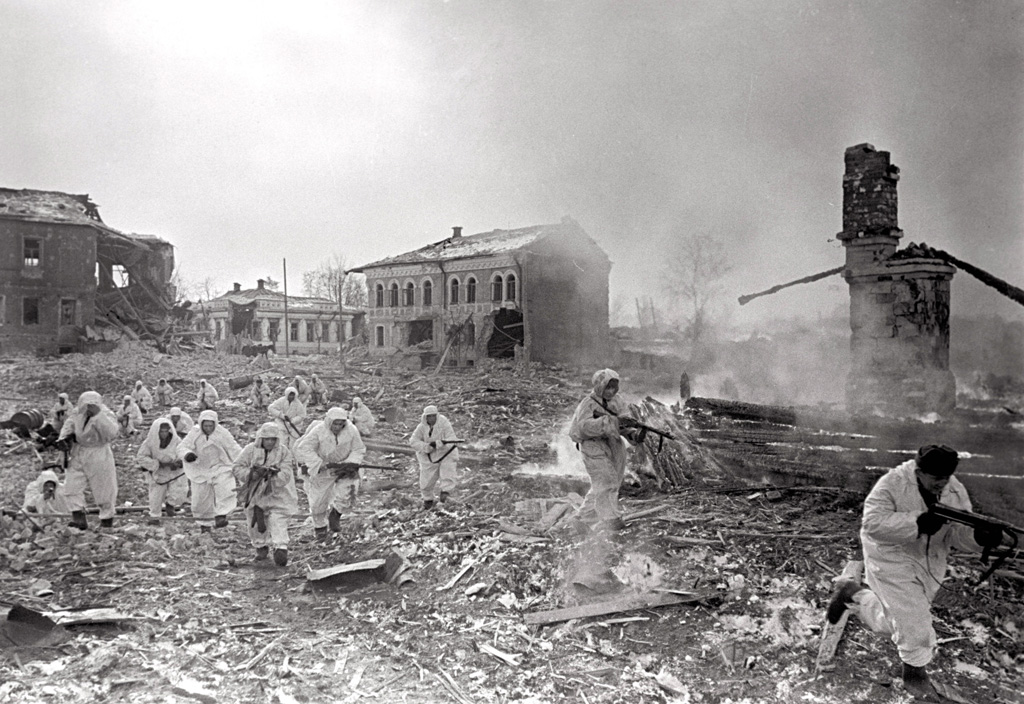
Quân đội Liên Xô thu hồi thành phố Yukhnov, ngày 10 tháng 4 năm 1942. (Ảnh của RIA NOVOSSTI)

Với cả triệu binh sĩ và dân thường, cùng với hàng nghìn xe tăng, súng cối, đại bác và máy bay chiến đấu, trận đánh Moskva trở thành một trong những trận chiến quy mô lớn nhất của cuộc Đại chiến thế giới lần thứ hai. Trận chiến đã kéo dài đến bảy tháng. Trận này trở thành một thất bại của Hitler trong việc đánh chiếm ba địa bàn quan trọng của Liên Xô là Moskva, Leningrad và Stalingrad - cuối cùng dẫn đến chiến bại của ông trong cuộc xâm chiếm Liên Xô. Với cuộc phản công chiến lược của mình, quân đội Liên Xô đã kết liễu kế hoạch chấm dứt nhanh gọn cuộc chiến tranh của nền Đệ Tam Đế chế Đức. Thắng lợi tại Moskva đã nêu bật sự kiên quyết của Liên Xô trong nỗ lực chiến tranh của mình, và sau thất bại này, nước Đức bước vào năm 1942 mà chưa thể chấm dứt cơn đại chiến trên cả hai mặt trận.

### Kết quả
Là một thắng lợi có ý nghĩa hết sức to lớn, Chiến dịch phòng ngự-phản công của Hồng quân Xô Viết tại khu vực Moskva mùa Đông 1941-1942 đã làm tiêu tan huyền thoại về sự bách chiến bách thắng của Quân đội Đức Quốc xã. Theo nguồn từ Nguyên soái Liên Xô Aleksandr Vasilevsky thì đây là trận thua lớn nhất từ đầu Thế chiến thứ hai của quân đội Đức với hơn 50 vạn sĩ quan và binh sĩ bị tiêu diệt, hơn 70 vạn quân nhân bị thương, hơn 50 sư đoàn Đức bị đánh tan, 1.300 xe tăng, 2.500 đại bác, hơn 15.000 xe cơ giới khác bị Quân đội Liên Xô phá hủy hoặc thu giữ. Trong đó phải kể đến tổn thất rất cao của Quân đội Đức trong những đợt công kích ác liệt nhằm chiếm đoạt thành Moskva. Quân đội Liên Xô cũng chịu tổn thất lên đến gần 1.200.000 người, trong đó có hơn 662.000 quân nhân chết, bị thương hoặc bị bắt làm tù binh trong đợt tấn công đầu tiên của quân Đức tại khu vực Rzhev - Vyazma.

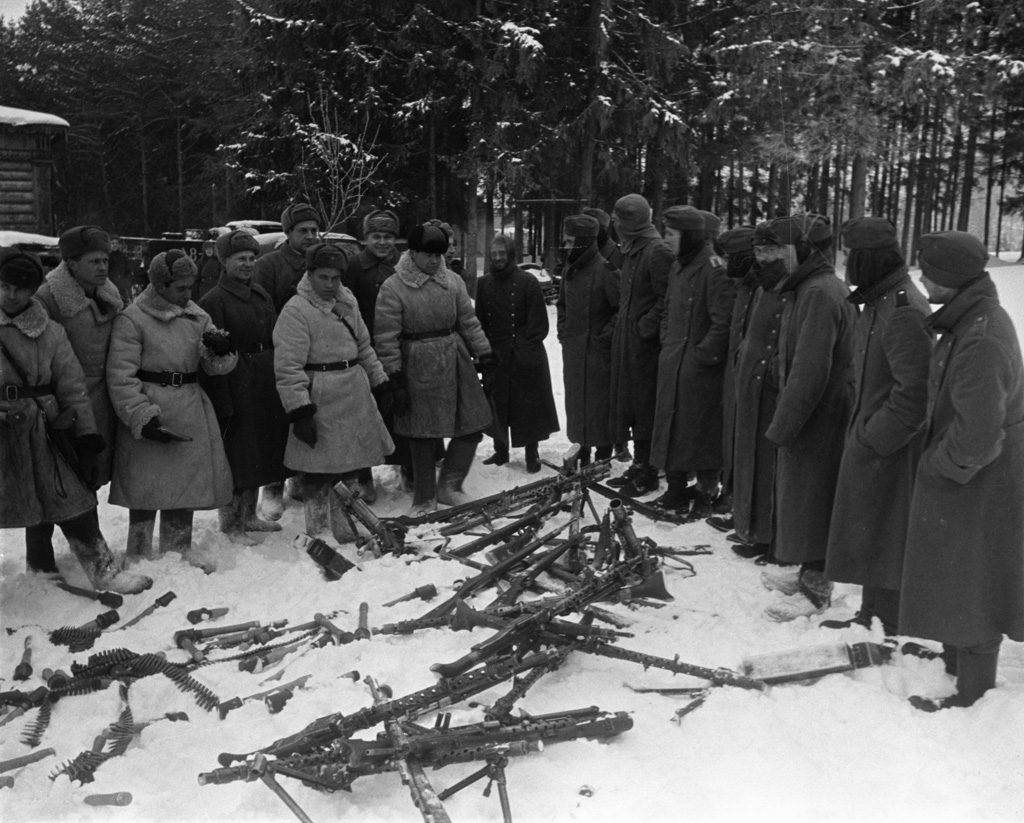
Một nhóm Quân đội Đức Quốc xã hạ vũ khí đầu hàng Quân đội Liên Xô tại khu vực Moskva ngày 20 tháng 12 năm 1941

Mặc dù ngày 3 tháng 1 năm 1942, Hitler đã ra chỉ lệnh cho quân Đức không được lùi một bước nhưng Cụm tập đoàn quân Trung tâm của Đức vẫn bị hất xa ra khỏi Moskva từ 150 đến 300 km. Tuy trận Moskva đến đầu tháng 1 năm 1942 được coi là hoàn thành nhưng cuộc tấn công của quân đội Xô Viết còn tiếp tục phát triển thành tổng tấn công trên toàn mặt trận Xô – Đức trong những tháng đông – xuân của năm 1942 với các cuộc tấn công tại Tikhvin, Rostov, cuộc đổ bộ đánh chiếm căn bàn đạp Kerch - Feodosiya trên bán đảo Krym. Mặc dù bị chặn đứng trước chân tường thủ đô Liên Xô nhưng tiềm lực của nước Đức Quốc xã vẫn còn rất mạnh, hoàn toàn chưa thể đổ vỡ sau đại bại ấy. Quân đội Liên Xô tuy tạm thời giành lại quyền chủ động chiến lược nhưng vẫn chưa có đủ lực lượng dự bị mạnh để phát huy chiến quả, giành thắng lợi quyết định trong cuộc chiến. Song, dẫu sao đi nữa thì chiến thắng tại Moskva cũng trở thành một bước ngoặt cho cuộc Chiến tranh Xô - Đức. Toàn thắng tại trận Moskva cho thấy sức chiến đấu của quân đội Liên Xô càng quyết liệt khi quân đội Đức càng tiến sát đến mục tiêu của mình, khiến cho quân Đức hoàn toàn thất bại sau một loạt thắng lợi của họ.
Thắng lợi quan trọng của quân đội Liên Xô tại cổng thành Moskva cũng ghi dấu chiến công của lực lượng du kích Xô Viết hồi ấy, đã gây khó khăn cho quân lực Đức Quốc xã. Sau chiến thắng của quân Liên Xô trong trận Moskva, tình hình thủ đô được cải thiện. Vào Mùa Xuân năm 1942, những công xưởng và cửa hàng bị rời bỏ đã trở lại hoạt động, cuộc sống của người dân Moskva trở lại bình thường. Chính trong những ngày ác chiến tại Moskva, nhân dân thủ đô, trong đó có cả nhiều phụ nữ, cũng đóng góp rất lớn cho chiến thắng, với việc xây dựng hệ thống phòng thủ trong đó có các chiến hào, hào chống tăng, v.v...

### Đánh giá

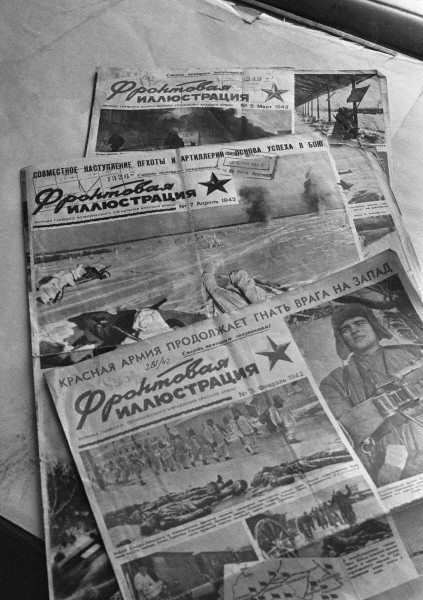
Báo Sao đỏ của Quân đội Liên Xô ra ngày 10 tháng 5 năm 1942 tuyên truyền về thắng lợi của Chiến dịch phản công chiến lược tại khu vực Moskva mùa Đông 1941-1942. (Ảnh của RIA NOVOSSTI)

Đánh giá về ý nghĩa và nguyên nhân chiến thắng, Nguyên soái Georgy Zhukov viết trong bài viết "THẮNG LỢI CỦA LIÊN XÔ VÀ SỰ BẤT LỰC CỦA NHỮNG KẺ XUYÊN TẠC LỊCH SỬ đăng trên tập san "Người cộng sản" số 1, tháng Giêng, 1970" như sau:
Nhiều tướng lĩnh và nhà viết sử tư sản đổ lỗi tất cả cho bùn lầy và đường xấu. Họ đang cố tìm cách giải thích kế hoạch chiếm Moskva của Hitler bị tan vỡ không phải vì các chiến sĩ Xô-viết có tinh thần anh dũng và các cán bộ chỉ huy của họ tài giỏi và quả cảm, mà vì thời tiết xấu, đường sá đi lại khó khăn và băng giá. Nhưng chính mắt tôi đã trông thấy trong bùn lầy và trên các con đường xấu đó hàng ngàn, hàng ngàn người Moskva, nói chung chưa quen làm đất, đá đã rời những gian nhà đầy đủ tiện nghi ở thành phố đi đào các hố chống tăng, hào giao thông, đắp những ụ đất làm các vật chặn đường, hàng rào dây thép gai, khuân vác những bao cát. Bùn đất bám vào chân họ, vào bánh các xe chở đất, bùn đất đã làm cho các lưỡi xẻng thêm nặng, mà ngay khi không có bùn đất bám, xẻng đó đã không phù hợp với bàn tay phụ nữ. Đối với những kẻ muốn lấy thời tiết xấu để che lấp nguyên nhân thực sự của các thất bại ở Moskva, cần nói thêm rằng, tháng 10-1941, đường sá chỉ lầy lội trong một thời gian tương đối ngắn. Đầu tháng 11 bắt đầu rét, tuyết rơi thì đất đai và đường sá đều dễ đi rồi.

Không phải! Mưa và tuyết không thể chặn được bước tiến của quân địch ở Moskva. Chính là đạo quân hơn 1 triệu tên lính phát-xít tinh nhuệ đã vấp phải tinh thần vững như thép, lòng dũng cảm và khí phách anh hùng của các chiến sĩ Xô-viết có sự hậu thuẫn của nhân dân, của Thủ đô và Tổ quốc...

Không, không phải là thời tiết, mà là con người, những người Xô-viết! Đó là những ngày đặc biệt không bao giờ quên được, những ngày mà hoài bão duy nhất là bảo vệ Tổ quốc và lòng yêu nước vĩ đại của toàn thể nhân dân Liên Xô đã thôi thúc mọi người xông lên lập chiến công.
Tuy nhiên, không thể phủ nhận rằng binh lính Đức bị tổn thất rất nhiều vì tê cóng và bệnh dịch. Một số sư đoàn Đức rơi rụng chỉ còn 50% thực lực. Quân Đức đã thiếu chuẩn bị trang bị, chiến thuật tác chiến mùa đông, trong khi lực lượng Liên Xô thì đã chuẩn bị chu đáo và rất quen thuộc với tác chiến trong điều kiện băng giá. Tướng Erhard Raus – người nổi danh trong giới quân sự Đức với tư cách là một trong những nhà chiến thuật lỗi lạc trong chiến tranh thiết giáp đã ghi lại nhiệt độ trung bình hàng ngày gần Moskva trong suốt chặng đầu của tháng 12 năm 1941 như sau: ngày 1/12: -7 độ C, 2.12: -6 độ C, 3/12: -9 độ C, 4/12: -36 độ C, 5/12 -37 độ C, 6/12: -37 độ C, 7/12: -6 độ C, 8/12: -8 độ C. Những ngày sau đó trong tháng, nhiệt độ giảm không dưới – 45 độ C. Sư đoàn Thiết giáp số 6 của tướng Raus báo cáo mỗi ngày có khoảng 800 ca cóng lạnh. Nhiệt độ thấp nhất đo được trong toàn bộ kế hoạch này là -53 độ C (khu vực tây bắc Moskva vào ngày 26 tháng 1 năm 1942) trong khi trang thiết bị của Đức bắt đầu hỏng hóc khi nhiệt độ xuống -20 độ C. Các loại vũ khí không thể khởi động được, đặc biệt là các vũ khí chống tăng, chất lỏng giảm giật cho pháo đều đông cứng, dầu bôi trơn cho các vũ khí chính xác và súng máy cũng vậy. Tháp pháo của xe tăng thì không thể xoay được, và xe tăng thì phải hoạt động liên tục để tránh bị đông cứng. Trong khi đó, vũ khí của Hồng quân đều được thiết kế để vẫn đảm bảo độ tin cậy trong điều kiện lạnh khắc nghiệt như vậy, và quân Đức phải lui bước trước các đợt phản công dũng mãnh của bộ binh Nga. Hàng ngàn binh sĩ Đức đã bị đóng băng đến chết trong bộ đồng phục mùa hè vốn dành cho một chiến dịch ngắn ngủi.
Về mặt điều kiện khách quan, mùa đông khắc nghiệt và "công bằng" như nhau với cả hai bên, nhưng về mặt tự chuẩn bị, quân Nga đã làm chu đáo hơn quân Đức và đó cũng là một trong những yếu tố tạo nên thắng lợi của họ.

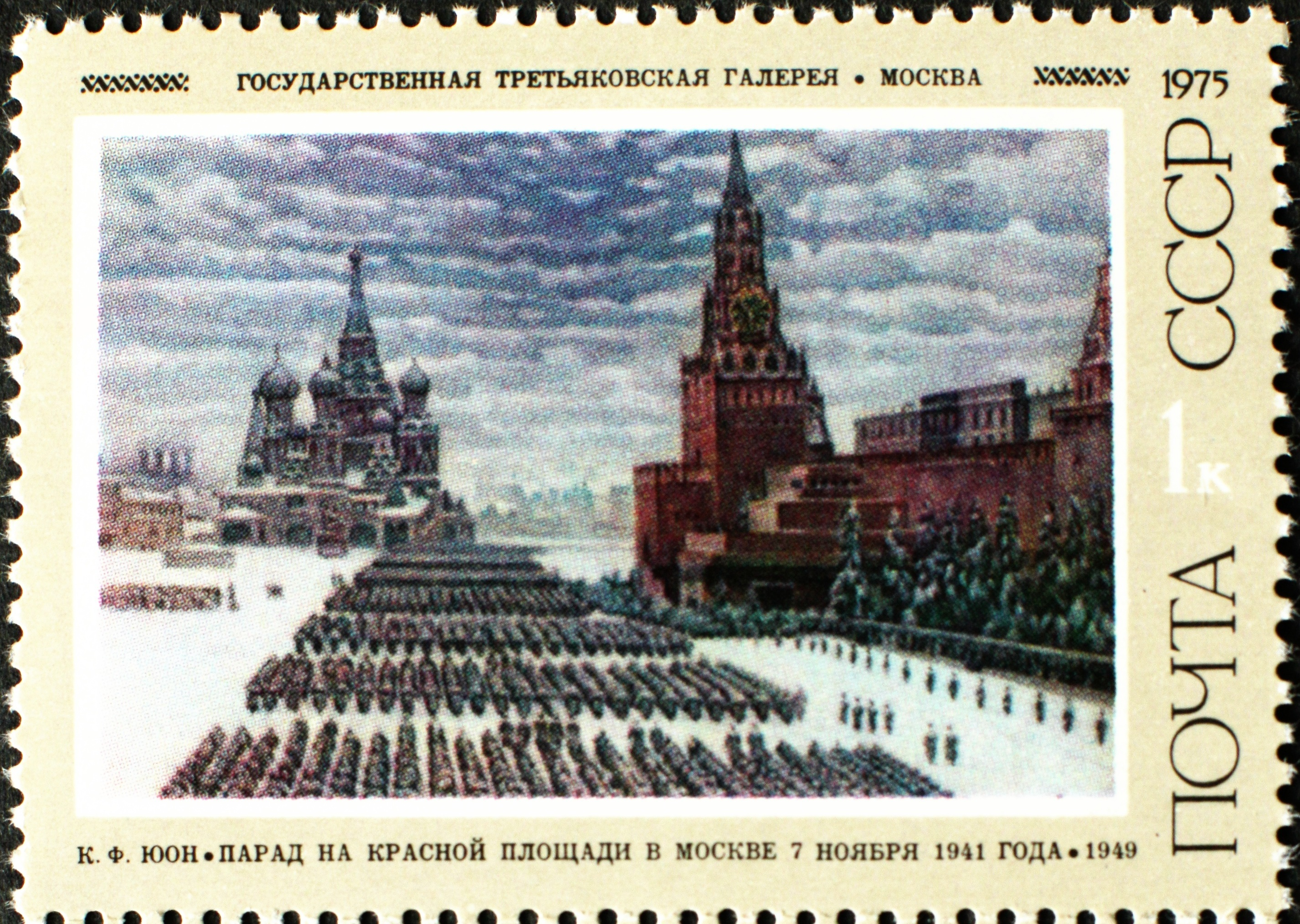
Một con tem năm 1975 của Liên Xô (cũ) ghi lại hình ảnh cuộc duyệt binh lịch sử ở Quảng trường Đỏ (Moskva) ngày 7 tháng 11 năm 1941

Đến trận Moskva năm 1941 thì chuỗi trận bất bại của Hitler chấm dứt. Lần đầu tiên kể từ sau hai năm chiến thắng liên tiếp, đoàn binh của Hitler đã phải triệt thoái trước một kẻ thù hùng mạnh. Cùng với chiến bại của lực lượng Không quân Đức trong trận không chiến tại Anh Quốc, thất bại hoàn toàn trong trận Moskva đánh dấu từ xuống dốc của nền Đệ Tam Đế chế Đức ngay từ đỉnh cao vinh quang của nó. Nhiều nhà phân tích quân sự cho rằng giới cầm quyền và các tướng lĩnh Đức Quốc xã đã bị những thắng lợi nhanh chóng hồi mùa hè năm 1941 "ru ngủ" và đánh giá thấp sức kháng cự, tinh thần chiến đấu và khả năng tổ chức các chiến dịch phản công lớn của Liên Xô. Toàn bộ lực lượng mà quân đội Đức huy động tấn công Moskva chỉ đủ sức chọc thủng mặt trận Liên Xô ở Vyazma, Bryansk và uy hiếp tuyến phòng thủ thứ ba của Liên Xô. Lực lượng Đức bị dàn mỏng trong khi mở rộng vùng chiếm đóng. Nhưng có lẽ sai lầm lớn nhất là về mặt chiến thuật. Việc bao vây Liên Xô tại Vyazma và Bryansk là đúng nhưng vì ám ảnh bởi trận Smolensk nên bộ chỉ huy Đức lại lấy các đơn vị xe tăng để diệt vây mà không làm như trận Belotok-Minsk là để bộ binh cầm giữ "cái chảo" còn huy động xe tăng tiến nhanh về Moskva. Việc để tập đoàn quân xe tăng 2 tiến xa rời các đơn vị khác nên khi nó bị phản kích thì phải dừng lại chống đỡ và khi nó tiến đánh Tula thì kiệt sức phải dừng lại. Sau đợt tấn công thứ nhất, Bộ chỉ huy Cụm tập đoàn quân Trung tâm (Đức) vẫn tiếp tục chiến thuật cũ mà không hề biết rằng Bộ Tổng tư lệnh Liên Xô đã phát hiện ra hai cánh quân lớn của Đức tập trung ở phía Bắc và phía Nam Moskva. Do đó, Quân đội Liên Xô đã xây dựng tại hai khu vực này các trận địa phòng ngự có chiều sâu với nhiều tuyến, nhiều lớp; lấy xe tăng và pháo chống tăng làm chủ lực và lần lượt bẻ gãy những "quả đấm" xung kích của ba tập đoàn quân xe tăng 2, 3, 4, sức mạnh tấn công chính của quân đội Đức. Một trong các sai lầm khác của Bộ tư lệnh cụm tập đoàn quân Trung tâm là sử dụng xe tăng rộng rãi nhưng lại huy động ít bộ binh yểm hộ. Sự đơn độc của các đơn vị xe tăng Đức trên các hướng tấn công chính đã tạo điều kiện cho xe tăng và pháo chống tăng Liên Xô dàn trận phối hợp với bộ binh đánh những trận tiêu diệt lớn mặc dù quân Đức có nhiều xe tăng hơn. Do quá tin tưởng vào kế hoạch hợp vây của hai tập đoàn quân xe tăng và hai tập đoàn quân xung kích ở hai bên sườn, Bộ tư lệnh Cụm tập đoàn quân Trung tâm (Đức) cũng hành động "lừng chừng" ở tuyến giữa mặt trận mặc dù họ có đủ lực lượng; tạo điều kiện cho Phương diện quân Tây (Liên Xô) tự do rút bớt các lực lượng ở giữa mặt trận để điều sang hai cánh, chặn đứng các cánh quân xung kích của Đức.
Bộ tư lệnh các phương diện quân Tây, Dự bị, Bryansk, Kalinin, kể cả Bộ Tổng tư lệnh tối cao Liên Xô, cũng mắc một số sai lầm, nhất là vào giai đoạn đầu của chiến dịch. Việc bố trí dàn trải và chồng chéo các lực lượng của Phương diện quân Tây và Phương diện quân Dự bị hồi tháng 9 năm 1941 đã làm cho việc chỉ huy bị rối loạn. Hai tập đoàn quân 24 và 43 phòng ngự trên tuyến đầu bên cánh trái của Phương diện quân Tây nhưng lại thuộc Phương diện quân Dự bị mà sở chỉ huy của nó lại đặt ở tận Vyazma cách đó gần 200 km. Đến khi tập đoàn quân xe tăng 4 tấn công thì các tập đoàn quân này bị cắt rời khỏi chủ lực Phương diện quân Dự bị và nhanh chóng bị bao vây. Trong đợt một, Bộ tư lệnh hai phương diện quân Tây và Dự bị cũng không xác định được hướng tấn công chính của hai cánh quân xe tăng Đức nên không thể bịt được các cửa mở mà xe tăng Đức đã đột phá. Vào giai đoạn cuối chiến dịch, khi Cụm tập đoàn quân Trung tâm (Đức) đã suy yếu và rút lui, lẽ ra phải tăng cường thêm 4 tập đoàn quân cho các phương diện quân Tây, Kalinin và Bryansk để truy kích và đẩy quân Đức ra xa Moskva hơn nữa thì I. V. Stalin lại rút bớt Tập đoàn quân Xung kích 1 của Phương diện quân Tây, điều hai tập đoàn quân dự bị khác đến các hướng Tikhvin và Rostov để thực hiện tổng phản công một cách dàn trải trong khi tiềm lực của quân Đức ở cả hướng Tây, Tây Bắc và Tây Nam vẫn còn rất mạnh. Điều này đã làm cho cuộc tấn công vào "chỗ lồi" Rzhev - Vyazma của Quân đội Liên Xô phải thực hiện trong tình trạng không có lực lượng dự bị chiến dịch và do đó không thành công. Tập đoàn quân 33, quân đoàn kỵ binh cận vệ 1 và lữ đoàn đổ bộ đường không 8 phải tác chiến trong vòng vây của quân Đức tại đây đến cuối tháng 5 năm 1942 mới thoát vây với thiệt hại nặng nề 

### Ảnh hưởng

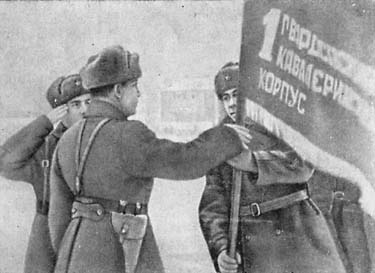
Kết thúc giai đoạn phòng thủ Moskva. Quân đoàn kỵ binh 2 Ukraina của tướng P. A. Belov được phong danh hiệu "Quân đoàn kỵ binh cận vệ 1", ngày 26 tháng 11 năm 1941

Vô cùng tức giận do thất bại ngay trước chân thành Moskva, Hitler lập tức phế truất chức vụ Tổng tư lệnh Lục quân Đức của Thống chế Walther von Brauchitsch và tự mình đứng vào chức vụ này. Ông ta cũng cách chức Tư lệnh Cụm Tập đoàn quân Trung tâm của Thống chế Fedor von Bock (mặc dầu khi ấy Von Bock không được khỏe); cách chức Tư lệnh Tập đoàn quân xe tăng 2 của tướng Heinz Wilhelm Guderian cùng hàng chục tướng khác. Chiến thắng của Liên Xô tại trận Moskva cũng làm phân hoá nội bộ phe Trục. Các nước Nhật Bản, Thổ Nhĩ Kỳ phải cân nhắc lại khả năng tham chiến chống Liên Xô. Người Đức cũng bắt đầu nghi ngờ vào thiên tài của Fuhrer, sự hoài nghi và phản đối trong lòng nước Đức được nhen nhóm cùng với tâm lý lo lắng và bi quan tăng lên khi họ nhớ đến thất bại của Napoleon trong cuộc chiến tranh năm 1812. Các nhà chiêm tinh học bắt đầu lao vào nghiên cứu số mệnh của Napoleon và của cả Hitler. Tướng Gluther Blumentritt, Tham mưu trưởng của Tập đoàn quân thứ tư của Đức, đã đọc lại Hồi ký của một viên tướng của Napoleon là Armand Augustin Louis de Caulaincourt, trong đó kể về Mùa Đông Nga khủng khiếp và sự thất bại hoàn toàn của Napoleon I. Việc nước Đức Quốc xã bắt đầu gây sức ép, đòi hỏi các nước chư hầu của mình phải đưa thêm nhiều binh đoàn mới sang mặt trận Xô-Đức để "chia sẻ" trách nhiệm với quân đội Đức đã làm cho tình hình chính trị bên trong những nước đó bắt đầu mất ổn định.

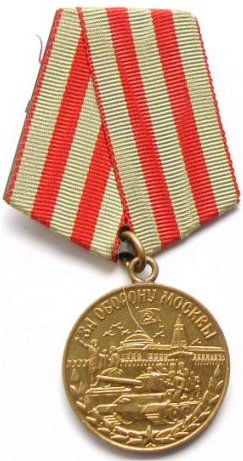
Huân chương phòng thủ Moskva 1941 của Nhà nước Liên Xô

Lần đầu tiên quân đội vô địch của Đức Quốc xã đã bị thất bại trong một trận đánh có tầm chiến lược. Uy thế của quân đội Đức từng làm mưa làm gió trên chiến trường châu Âu đã bị chôn vùi trong trận Moskva. Nó đánh dấu sự phá sản hoàn toàn của Kế hoạch Barbarossa, buộc giới cầm quyền phát xít Đức phải đưa ra một kế hoạch mới để tiếp tục cuộc chiến tại mặt trận Xô-Đức với những mục tiêu hạn chế hơn. Kể từ thời điểm này, nước Đức Quốc xã phải chấp nhận kiểu chiến tranh lâu dài tiêu hao cường độ cao với Liên Xô – một cường quốc rộng lớn nhất thế giới có số dân đông, tiềm lực chiến tranh vô cùng to lớn đang ngày càng được huy động nhiều hơn. Chiến tranh càng kéo dài thì càng bất lợi cho Đức Quốc xã vì nước này chưa sẵn sàng cho kiểu chiến tranh tiêu hao như thế và tiềm lực chiến lược của nước Đức Quốc xã kém xa tiềm lực của đối phương. Hơn nữa, các lợi thế về tư duy quân sự, khả năng tác chiến, ưu thế vũ khí của quân đội Đức Quốc xã chỉ có tính tạm thời. Chiến tranh càng kéo dài và nhất là khi các tiềm năng của Liên Xô được phát huy, các ưu thế đó sẽ về tay quân đội Xô Viết. Do đó chiến thắng của Hồng quân tại Moskva trong năm 1941 khắc nghiệt nhất của chiến tranh là điềm báo trước cho thất bại của Đức trong toàn bộ cuộc chiến.
Trong những ngày diễn ra cuộc phản công lớn của Quân đội Liên Xô trước cửa ngõ Moskva, Khối đồng minh toàn thế giới chống phát xít ra đời. Ngày 1 tháng 1 năm 1942, tại Washington, trên cơ sở "Hiến chương Đại Tây Dương" đã được các cường quốc Hoa Kỳ và Anh ký kết hồi tháng 8 năm 1940, Liên Xô và 23 nước khác đã ký thỏa ước tham gia Hiến chương này, mở đường cho việc toàn cầu hoá khối Đồng minh chống phát xít. Chính phủ các đồng minh Anh, Mỹ đã thực sự tin rằng Liên Xô hoàn toàn có khả năng tự mình chống chọi lại được sức mạnh khủng khiếp của nước Đức quốc xã. Sự tin tưởng ấy đã dẫn đến các hiệp ước hợp tác và giúp đỡ nhau trong chiến tranh giữa Liên Xô với Anh và Mỹ được ký kết trong nửa đầu năm 1942. Uy tín quốc tế của Liên Xô tăng mạnh, thiện cảm đối với Liên Xô lên cao trong dư luận các nước đồng minh tạo thuận lợi cho các nỗ lực chung chống phát xít. Các quốc gia, các vùng đất đang bị Đức Quốc xã chiếm đóng bắt đầu hy vọng vào tương lai được giải phóng và điều đó làm cho họ mạnh dạn xây dựng các tổ chức, các lực lượng kháng chiến, chống phát xít Đức ngay tại những vùng đất bị chiếm đóng của Liên Xô và các nước khác.